# 1995 dans les parcs de loisirs
| Années des parcs de loisirs : 1992 - 1993 - 1994 - 1995 - 1996 - 1997 - 1998    |
| Décennies des parcs de loisirs : 1960 - 1970 - 1980 - 1990 - 2000 - 2010 - 2020 |

## Parcs d'attractions

### Ouverture
- Elitch Gardens ( États-Unis) réouverture du parc après relocalisation
- Enchanted Kingdom (en) ( Philippines)
- Kishkinta ( Inde)
- Loudoun Castle ( Royaume-Uni)
- Fantasy Island ( Royaume-Uni)
- Port Aventura ( Espagne) - Aujourd'hui connu sous le nom PortAventura Park. Ouvert au public le 2 mai, inauguration le 1er mai (soft-openings dès le 8 avril)[1]

### Fermeture
- Planet FunFun ( Finlande)

## Événements
- Mai
- 1er mai - ( Espagne) Inauguration officielle de Port Aventura en présence du président de la généralité de Catalogne, Jordi Pujol, du ministre du Commerce et du Tourisme, Javier Gómez-Navarro et de quinze mille personnes ; le grand public accède à Port Aventura le lendemain. L'investissement total de 48 milliards de pesetas (288,5 millions d'euros)[1],[2] se concrétise sur quelque 115 hectares, situés sur une superficie de 826 hectares de terrains disponibles pour d'éventuels agrandissements[3]. Les 620 000 entrées payantes des deux premiers mois sont un signe encourageant[4]. Les dirigeants attendent 2,5 millions de visiteurs en cette première année ; en fin de saison, ils sont 2,7 millions[5].
- Premières montagnes russes à posséder huit inversions : Dragon Khan à Port Aventura en Espagne.
- Septembre
- 1er septembre ( France) Les restes de Gargantua, la statue emblématique du parc de Mirapolis, sont dynamités à leur pied[6].

## Parcs aquatiques

### Ouverture
- Disney's Blizzard Beach ( États-Unis) ouvert au public le 1er avril.

## Attractions
Ces listes sont non exhaustives.

### Montagnes russes

#### Délocalisations
| Nom                                       | Type/Modèle               | Constructeur                  | Parc                   | Pays        | Anciennement                         |
| ----------------------------------------- | ------------------------- | ----------------------------- | ---------------------- | ----------- | ------------------------------------ |
| Cannonball Express Devenu Enigma en 2005. | Assises / Jumbo V         | Anton Schwarzkopf             | Pleasurewood Hills     | Royaume-Uni | Super Figure Eight à Funland Park    |
| Cobra                                     | Montagnes russes debout   | Bolliger & Mabillard          | La Ronde               | Canada      | Stand Up à Skara Sommarland          |
| Course de Bobsleigh                       | Assises / Jet 400         | Anton Schwarzkopf             | Nigloland              | France      | Attraction foraine                   |
| Mayan Mindbender                          | Montagnes russes en métal | Vekoma                        | Six Flags Astroworld   | États-Unis  | Nightmare à Boblo Island             |
| Space Shuttle                             | Navette / Boomerang       | Vekoma                        | Enchanted Kingdom (en) | Philippines | Cobra à West Midland Safari Park     |
| Thunder Loop Express                      | Assises / Looping Star    | Anton Schwarzkopf             | Loudoun Castle         | Royaume-Uni | Looping Star à Dreamland Margate     |
| Viper                                     | Bois                      | Philadelphia Toboggan Company | Six Flags Over Georgia | États-Unis  | Tidal Wave à Six Flags Great America |
| Wild Mouse                                | Wild Mouse en bois        | Hopkins                       | Luna Park Sydney       | Australie   | Wild Mouse à Fox Studios Australia   |

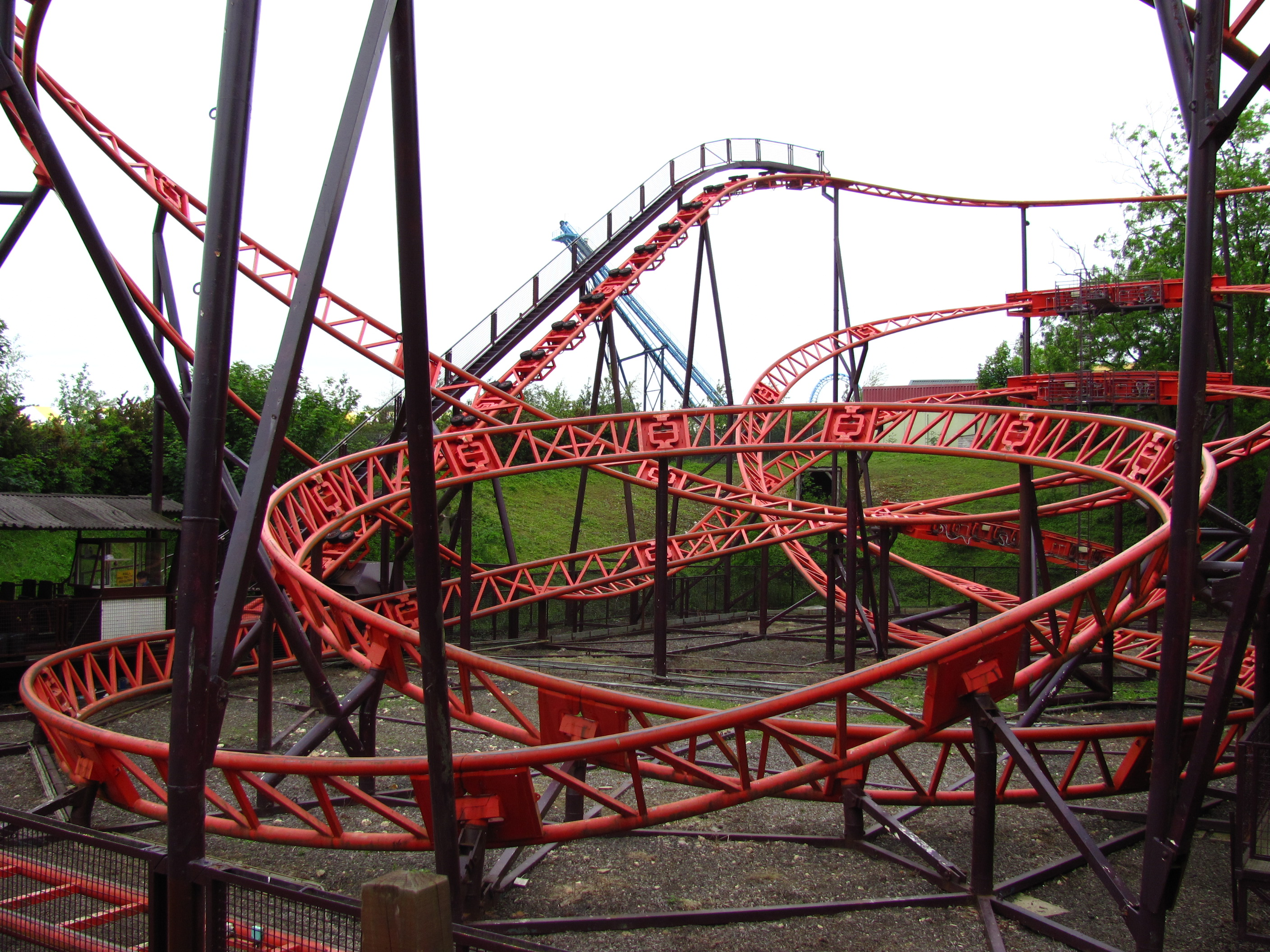
Cannonball Express à Pleasurewood Hills
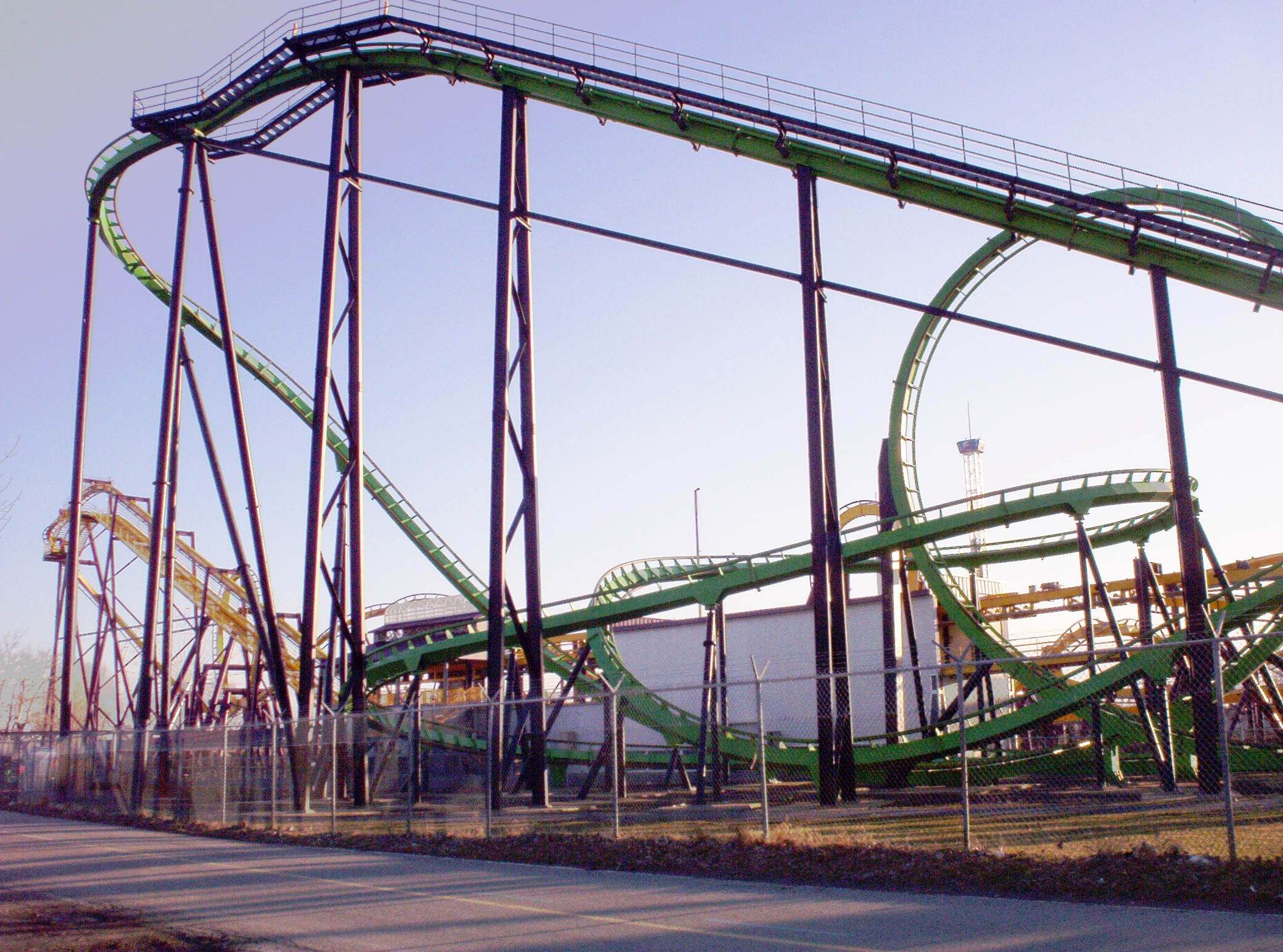
Cobra à La Ronde
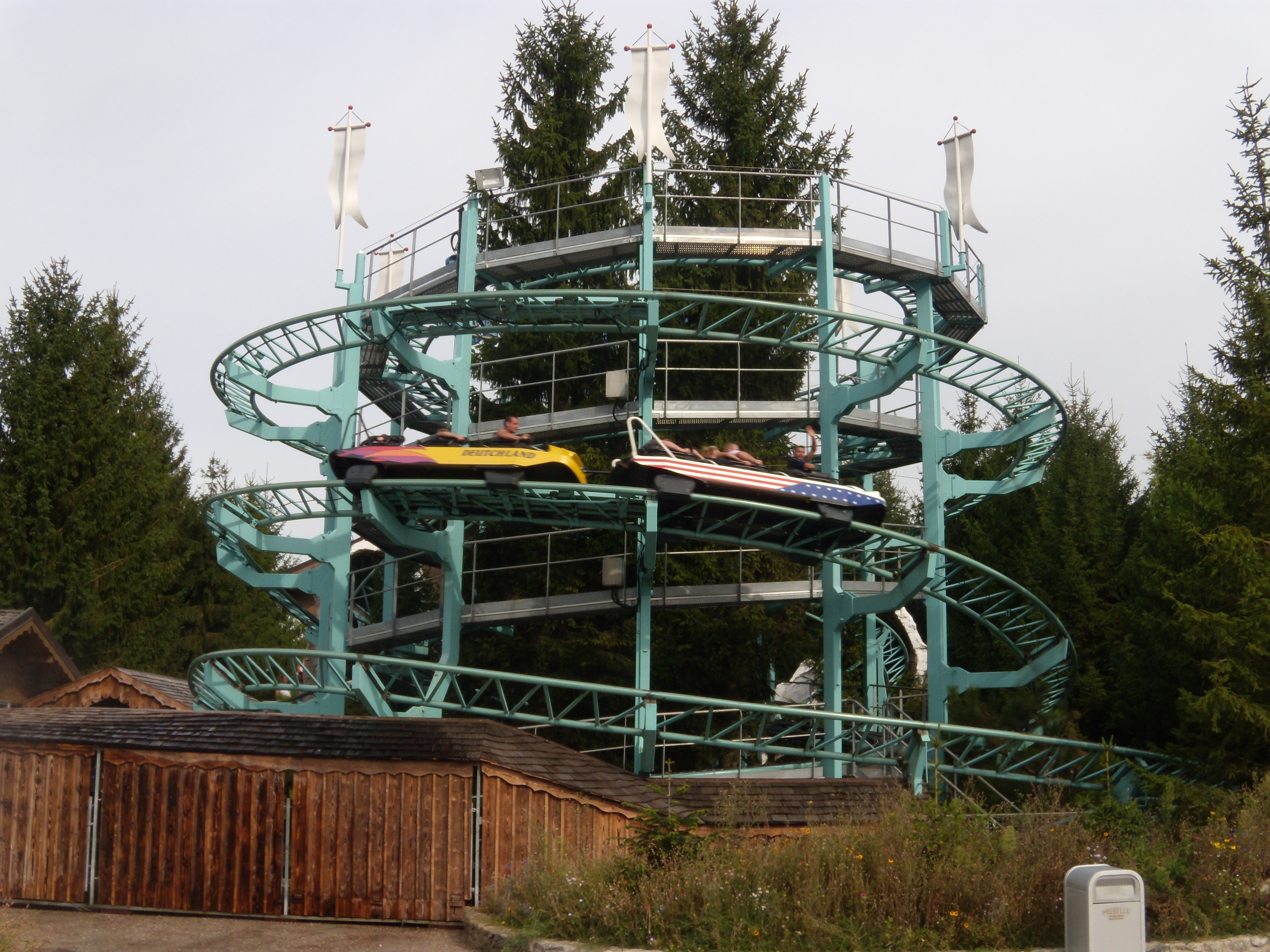
Course de Bobsleigh à Nigloland
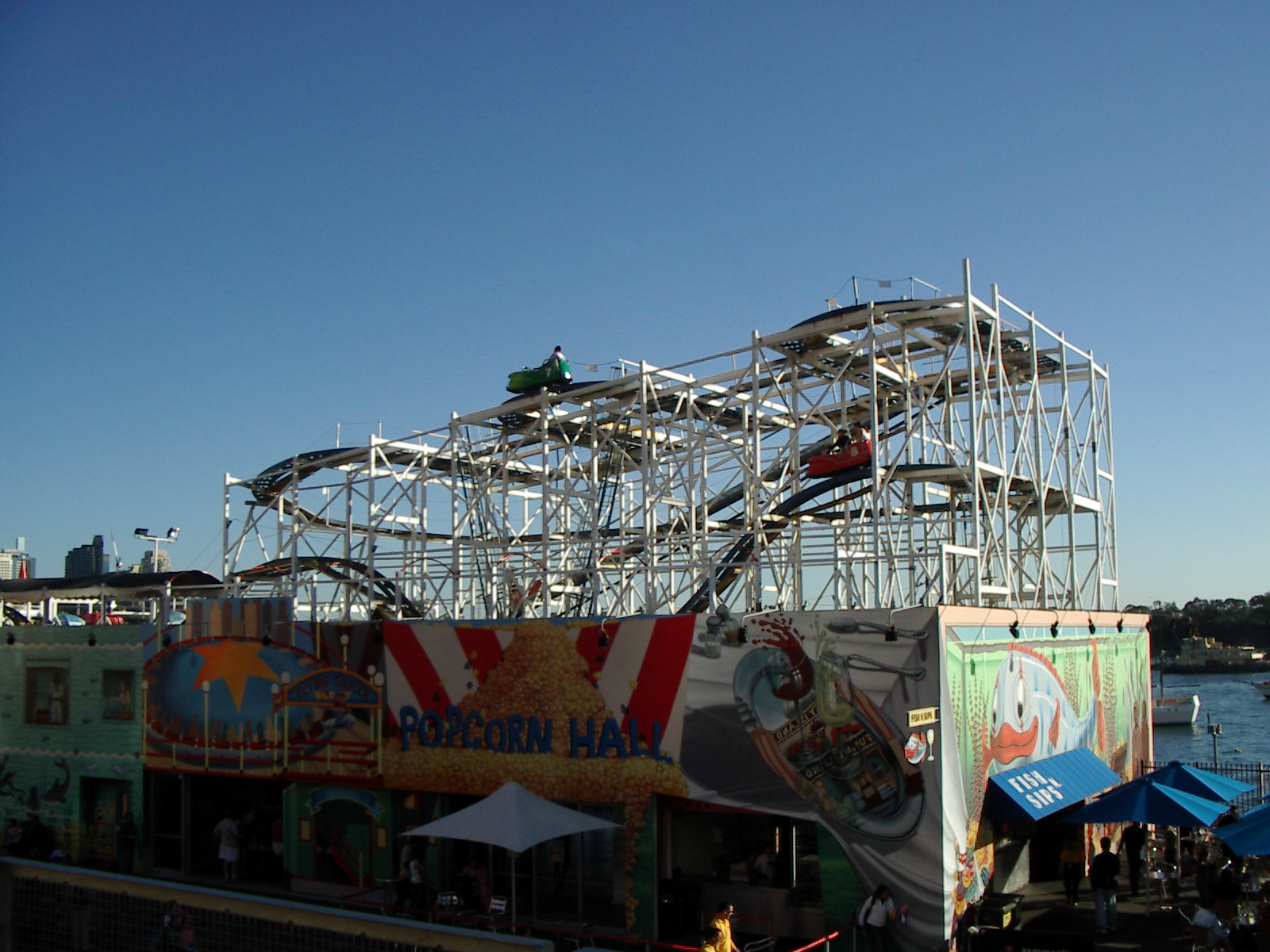
Wild Mouse à Luna Park Sydney

#### Nouveautés
| Nom                                                       | Type/Modèle                    | Constructeur                   | Parc                               | Pays         |
| --------------------------------------------------------- | ------------------------------ | ------------------------------ | ---------------------------------- | ------------ |
| Batman: The Ride                                          | Inversée                       | Bolliger & Mabillard           | Six Flags Over Mid-America         | États-Unis   |
| Big Dipper                                                | Assise                         | Arrow Dynamics                 | Luna Park Sydney                   | Australie    |
| Bruco Miniottovolante                                     | Junior/Big Apple               | D.P.V Rides                    | Zoosafari Fasanolandia             | Italie       |
| Buffalo Bill Coaster                                      | Assise                         | Zamperla                       | Sunway Lagoon                      | Malaisie     |
| Cannonball Run                                            | Bois                           | Custom Coasters International  | Waterville USA (en)                | États-Unis   |
| Circus Clown                                              | Junior                         | Pinfari                        | Blackpool Pleasure Beach           | Royaume-Uni  |
| Clipper                                                   | Assise                         | Togo                           | Space World                        | Japon        |
| Comet Express                                             | Tournoyante en intérieur       | Intamin                        | Lotte World                        | Corée du Sud |
| Cyclops                                                   | Bois                           | Custom Coasters International  | Mt. Olympus Water & Theme Park     | États-Unis   |
| Dragon Khan                                               | Assise                         | Bolliger & Mabillard           | Port Aventura                      | Espagne      |
| El Diablo - Tren de la Mina                               | Train de la mine               | Arrow                          | Port Aventura                      | Espagne      |
| F2 Fright Flight                                          | Inversée/SLC                   | Vekoma                         | Nasu Highland Park                 | Japon        |
| Froschbahn                                                | Junior/Tivoli                  | Zierer                         | Bayern Park                        | Allemagne    |
| Gambit                                                    | Inversée                       | Bolliger & Mabillard           | Thrill Valley                      | Japon        |
| Great Nor'Easter Devenu Fly the Great Nor'Easter en 2008. | Inversée/SLC                   | Vekoma                         | Morey's Piers                      | États-Unis   |
| Hangman                                                   | Inversée/SLC                   | Vekoma                         | Opryland USA                       | États-Unis   |
| Iron Wolf Devenu Twin Looper en 2005.                     | Assise                         | Soquet                         | American Adventure Theme Park      | Royaume-Uni  |
| Jaguar!                                                   | Junior                         | Zierer                         | Knott's Berry Farm                 | États-Unis   |
| Jubilé                                                    | Assise/Z40                     | Pinfari                        | Meli Park                          | Belgique     |
| Klondike Gold Mine                                        | Assise/ZL42                    | Pinfari                        | Drayton Manor                      | Royaume-Uni  |
| Lethal Weapon: The Ride                                   | Inversée/SLC                   | Vekoma                         | Warner Bros. Movie World Australia | Australie    |
| Li'l Shaver Devenu Back at the Barnyard Hayride en 2008   | Junior                         | Zamperla                       | Knott's Camp Snoopy                | États-Unis   |
| Papéa Express                                             | Junior                         | Soquet                         | Papea City                         | France       |
| Raven                                                     | Bois                           | Custom Coasters International  | Holiday World                      | États-Unis   |
| Roller Skater                                             | Junior / Vekoma Junior Coaster | Vekoma                         | Enchanted Kingdom (en)             | États-Unis   |
| Silber Mine                                               | Assises                        | S.D.C.                         | Gorky Park                         | Russie       |
| Space Mountain - De la Terre à la Lune                    | Lancée en intérieur            | Vekoma                         | Parc Disneyland                    | France       |
| T2 Devenu T3 en 2015.                                     | Inversée/SLC                   | Vekoma                         | Kentucky Kingdom                   | États-Unis   |
| Taunusblitz                                               | Wild Mouse                     | Mack Rides                     | Taunus Wunderland                  | Allemagne    |
| The Mind Eraser                                           | Inversée/SLC                   | Vekoma                         | Adventure World                    | États-Unis   |
| Top Gun Devenu Flight Deck en 2008.                       | Inversée                       | Vekoma                         | Paramount Canada's Wonderland      | Canada       |
| Twister II                                                | Bois                           | Hensel Phelps Construction Co. | Elitch Gardens                     | États-Unis   |
| Viper                                                     | Assise                         | Togo                           | Six Flags Great Adventure          | États-Unis   |
| Viper                                                     | Bois                           | hiladelphia Toboggan Company   | Six Flags Great America            | États-Unis   |
| White Cyclone                                             | Bois                           | Intamin                        | Nagashima Spa Land                 | Japon        |
| Wild Kitten Devenu Cactus Coaster en 2008.                | Junior/Little Dipper           | Allan Herschell Company        | Elitch Gardens                     | États-Unis   |

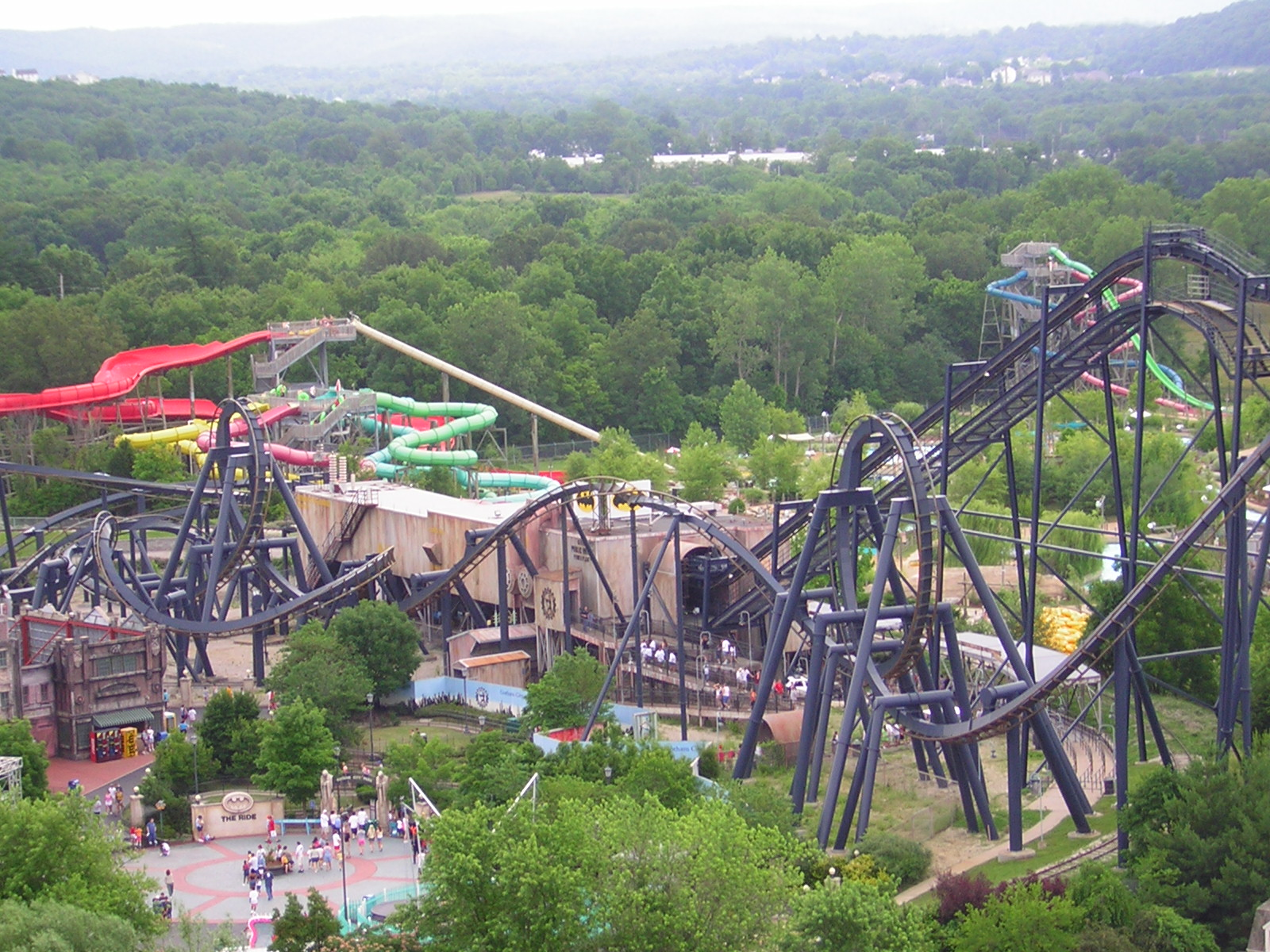
Batman: The Ride à Six Flags Over Mid-America
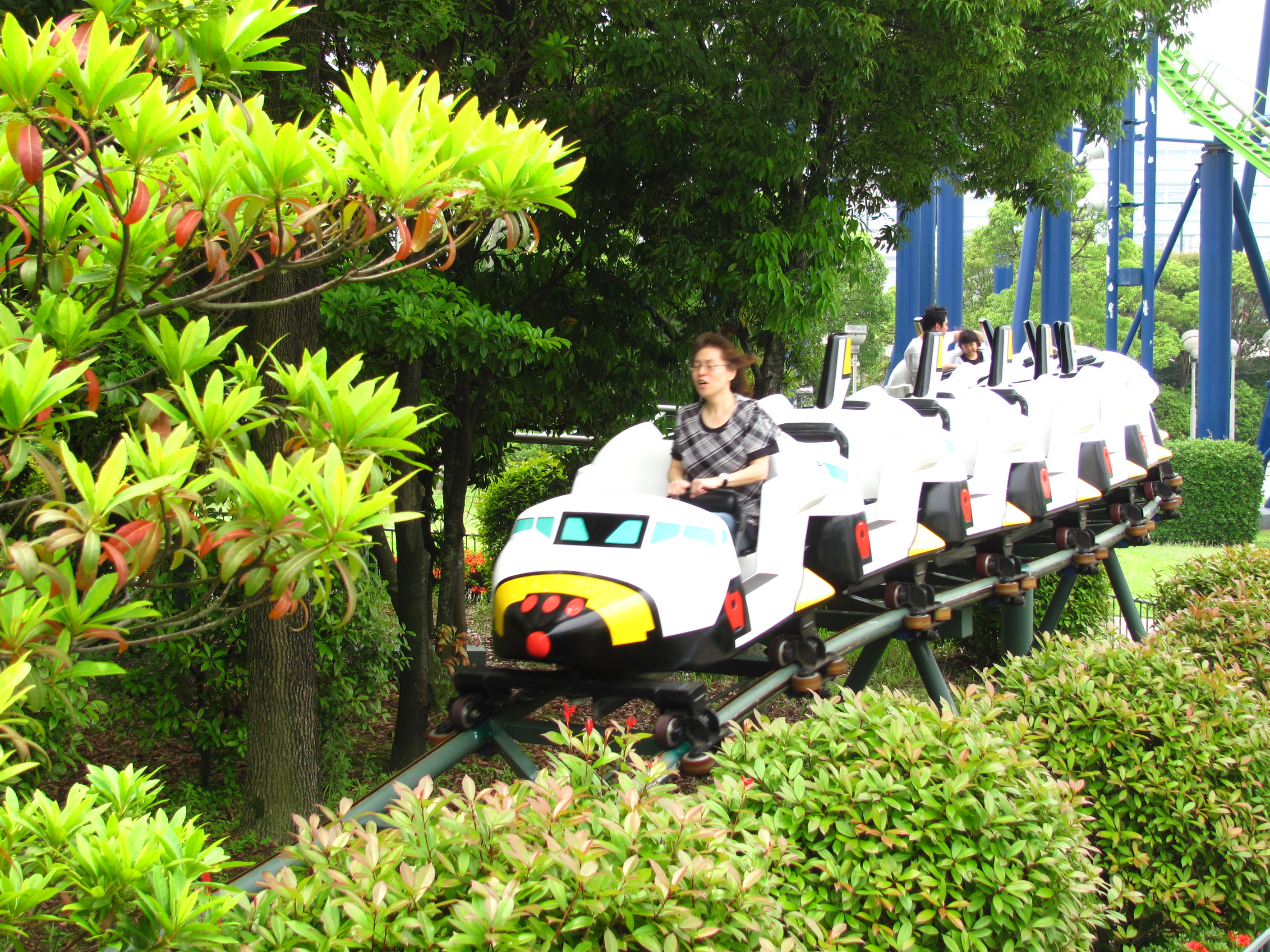
Clipper à Space World
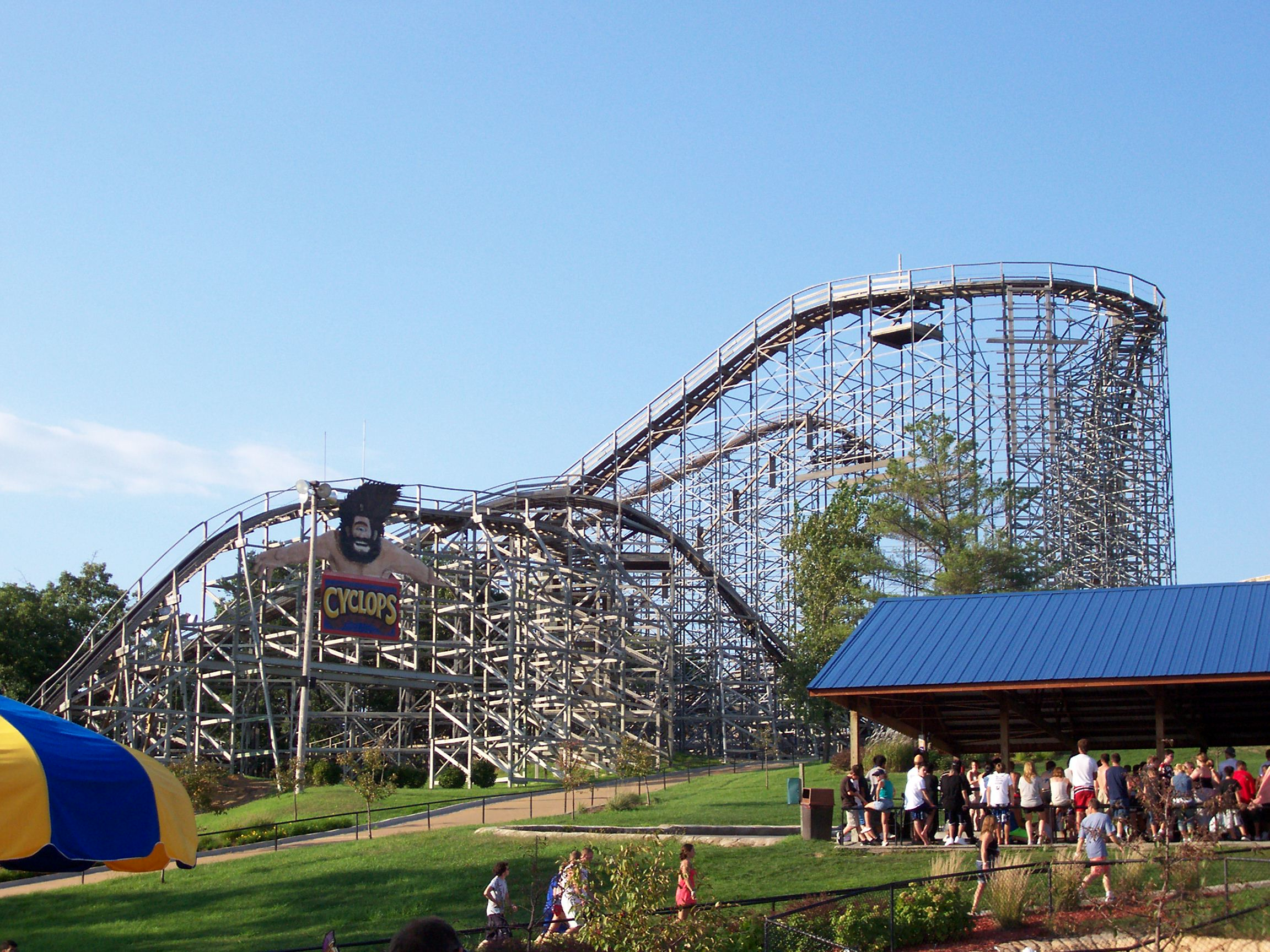
Cyclops à Mt. Olympus Water & Theme Park
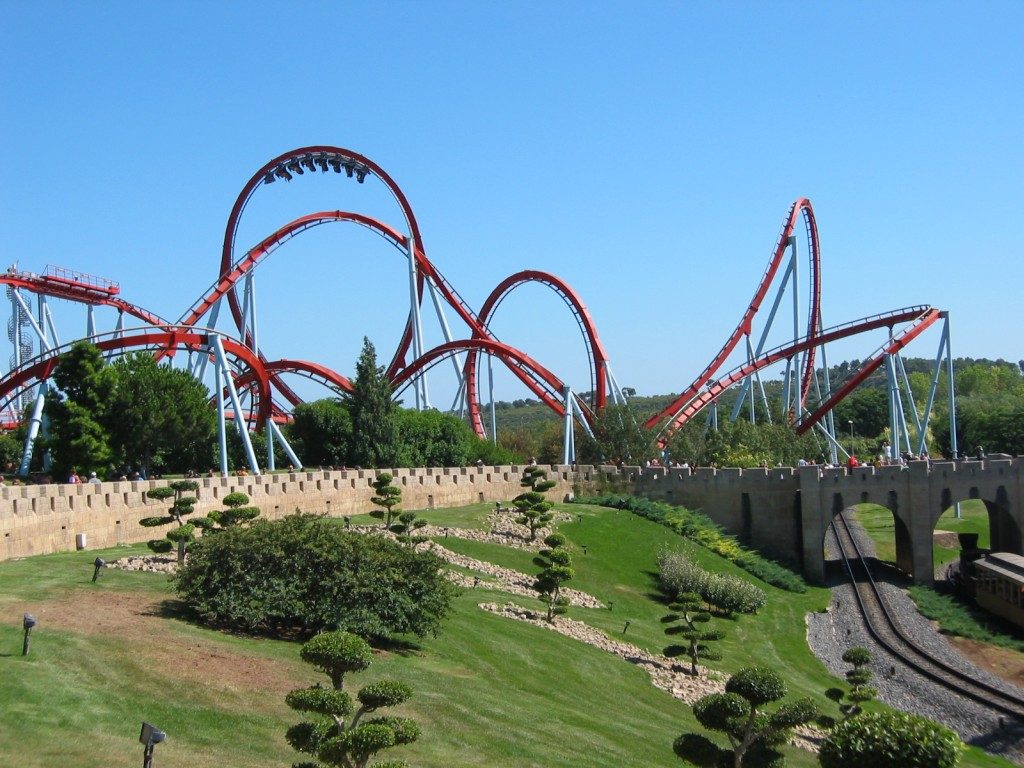
Dragon Khan à Port Aventura
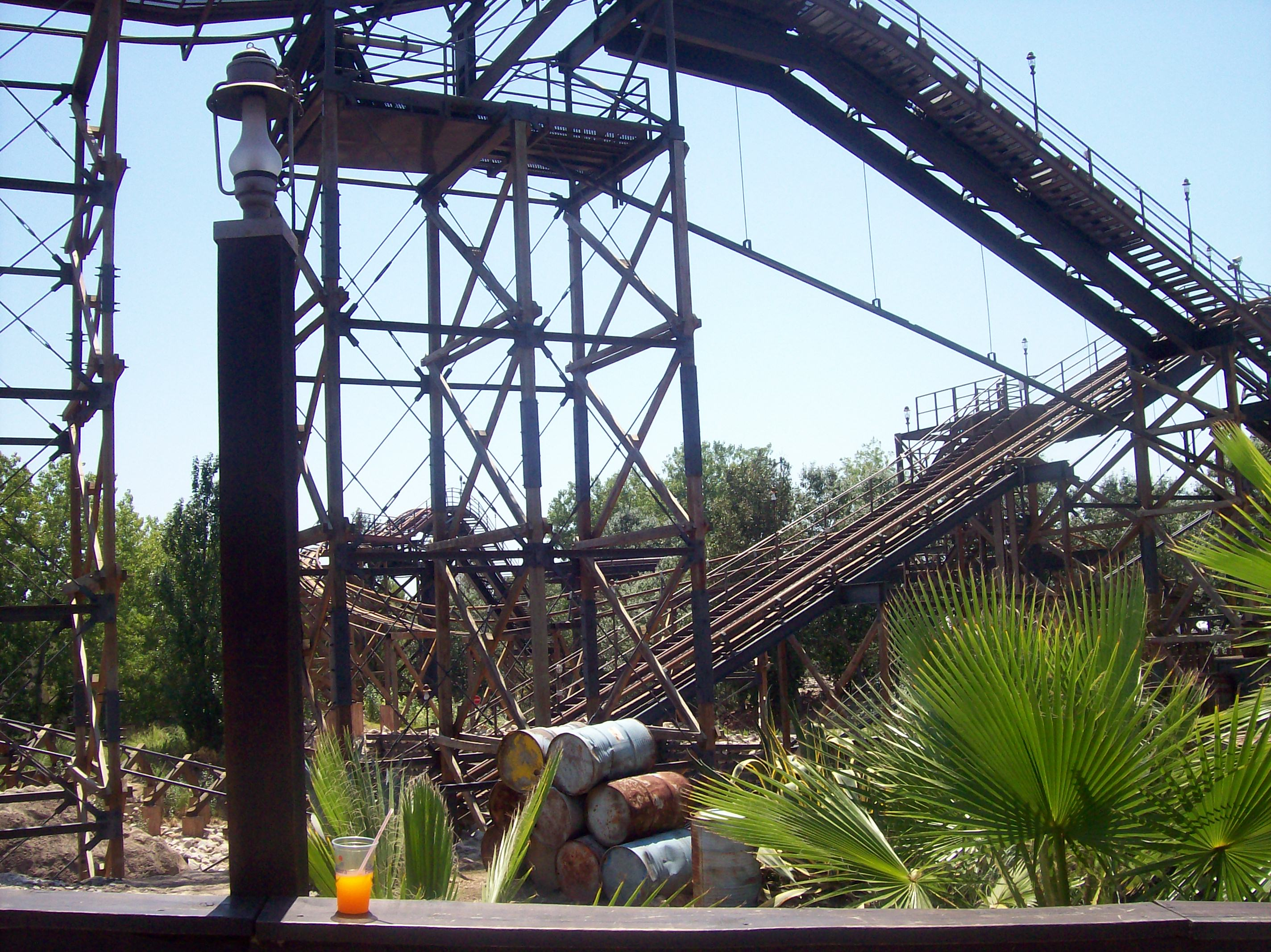
El Diablo - Tren de la Mina à Port Aventura
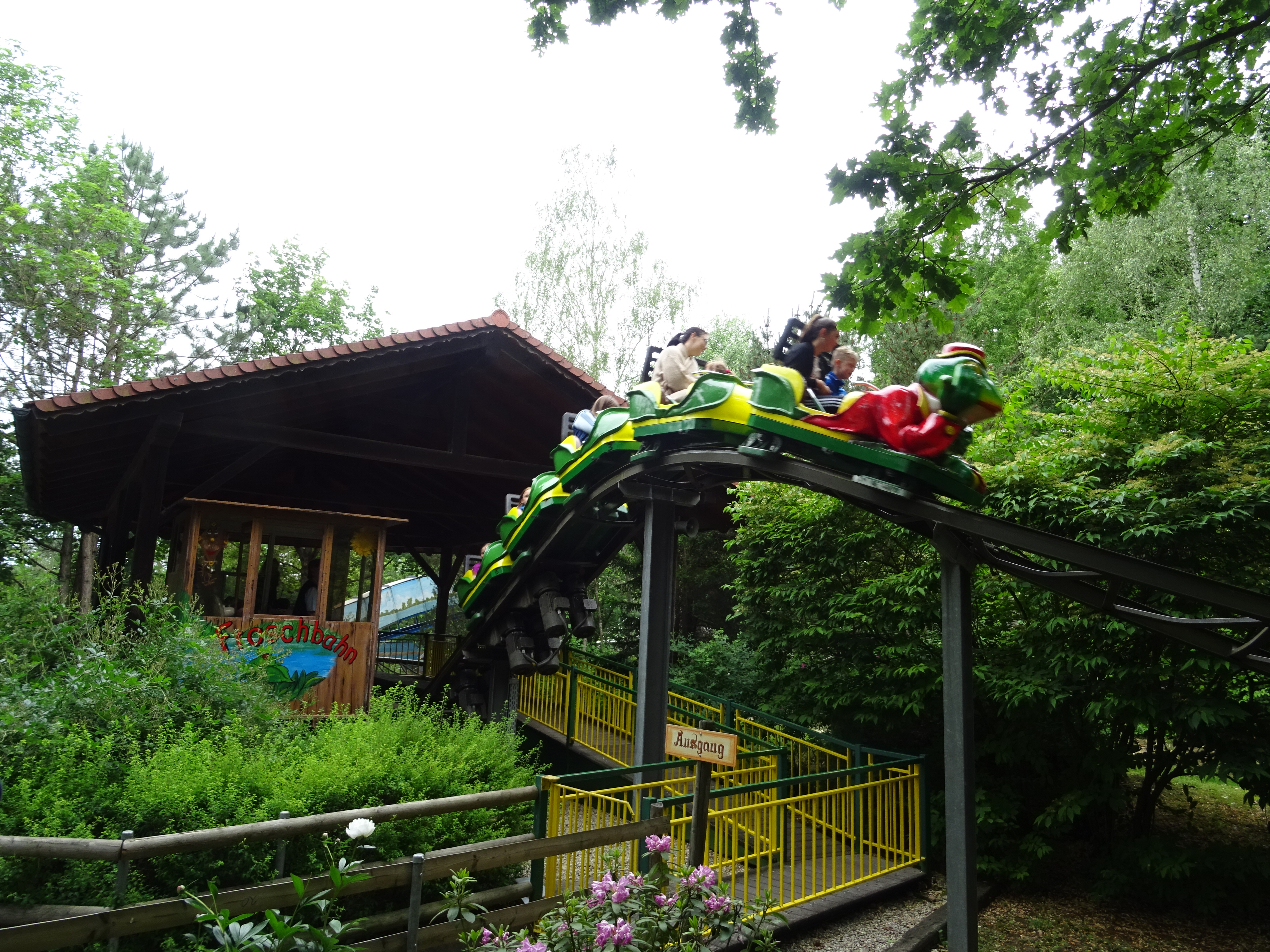
Froschbahn à Bayern Park
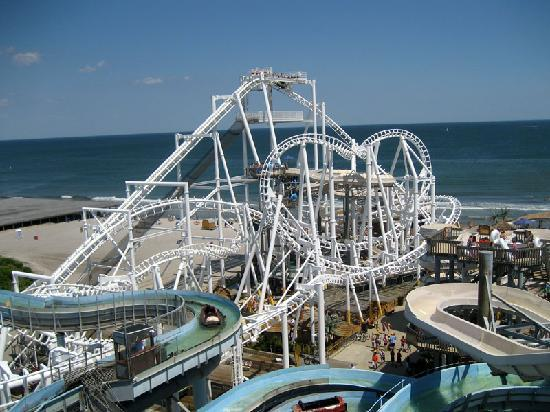
Great Nor'easter à Morey's Piers
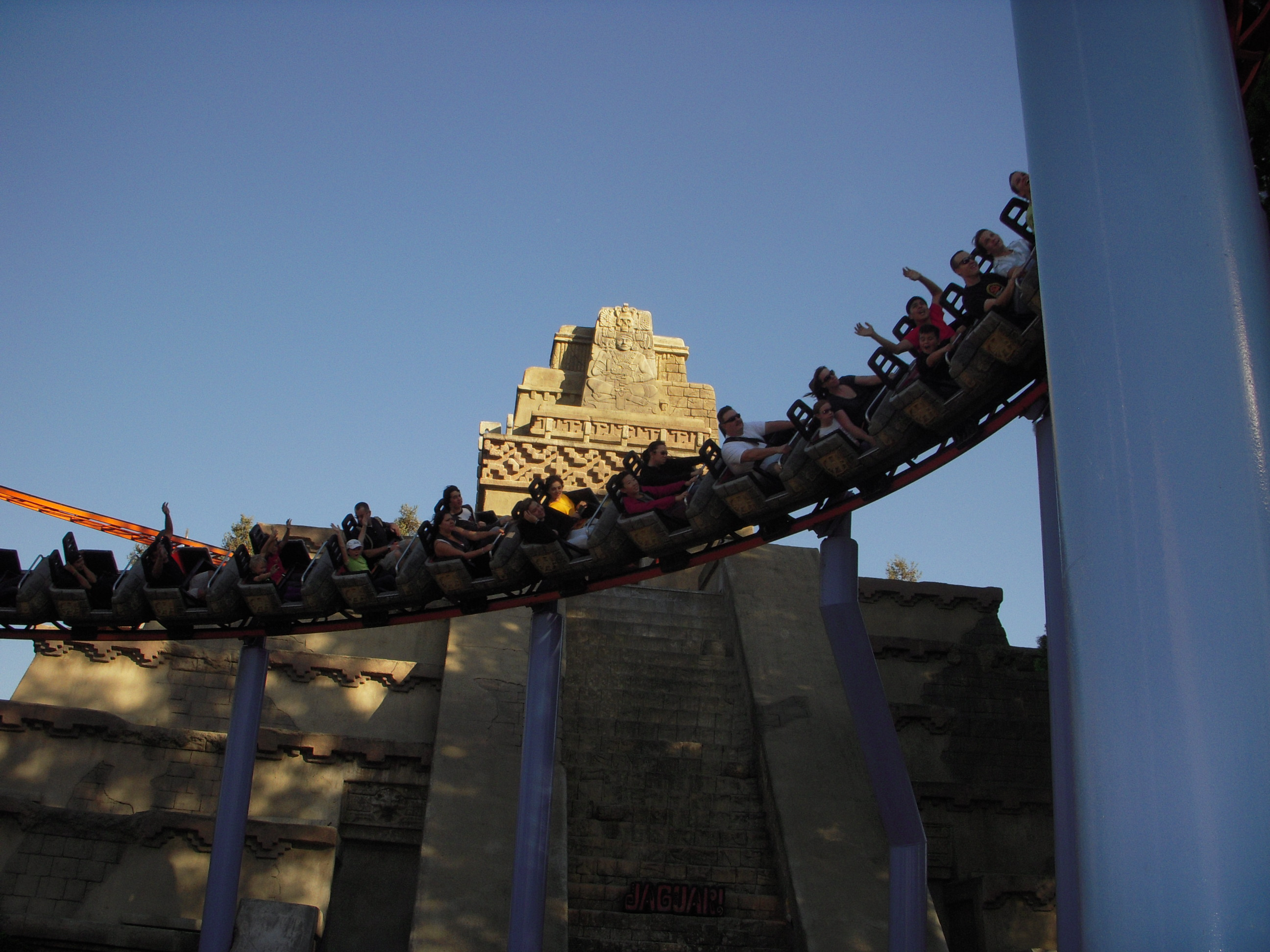
Jaguar! à Knott's Berry Farm
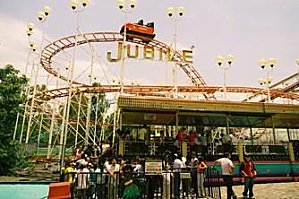
Jubilé à Meli Park
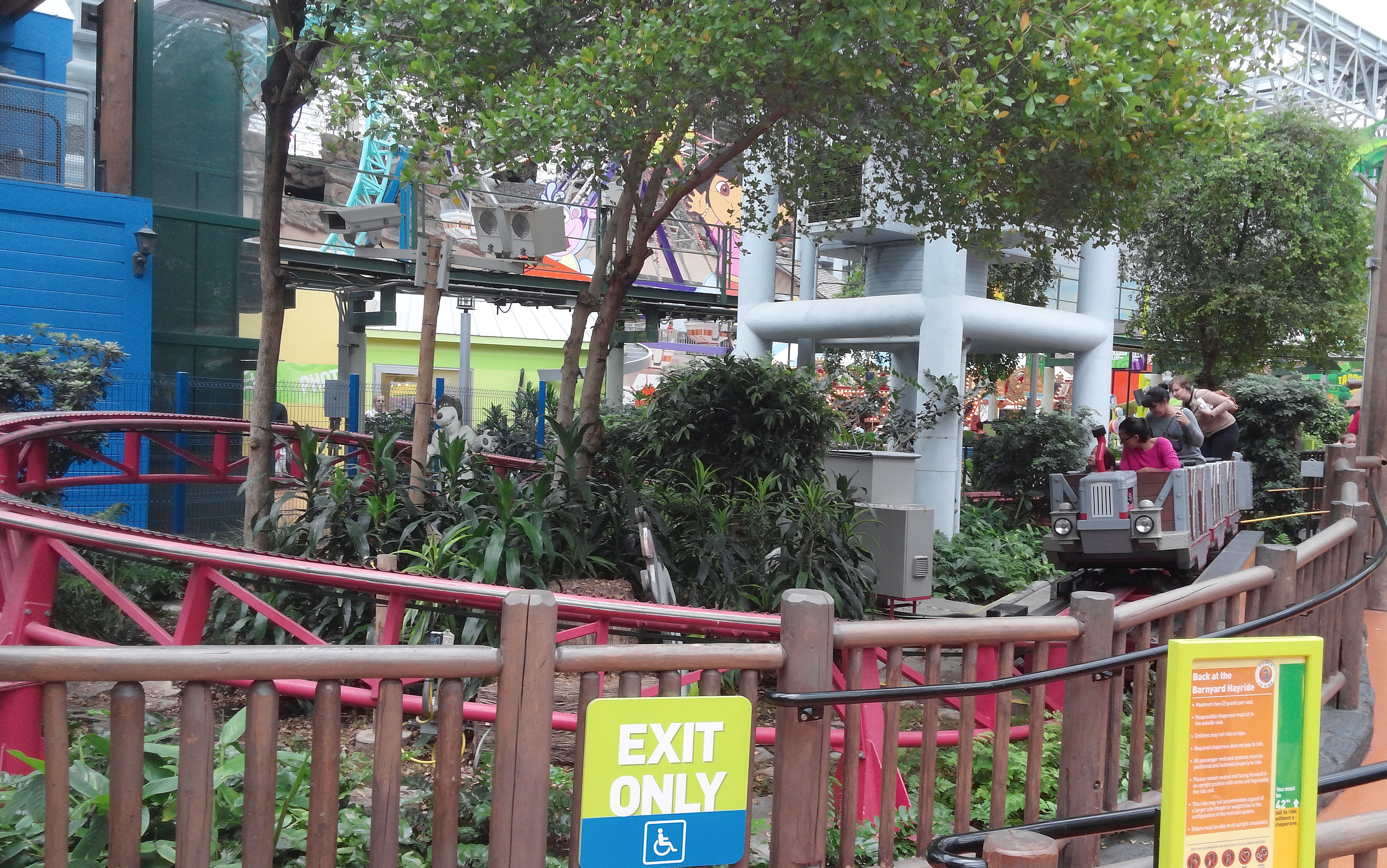
Li'l Shaver à Knott's Camp Snoopy
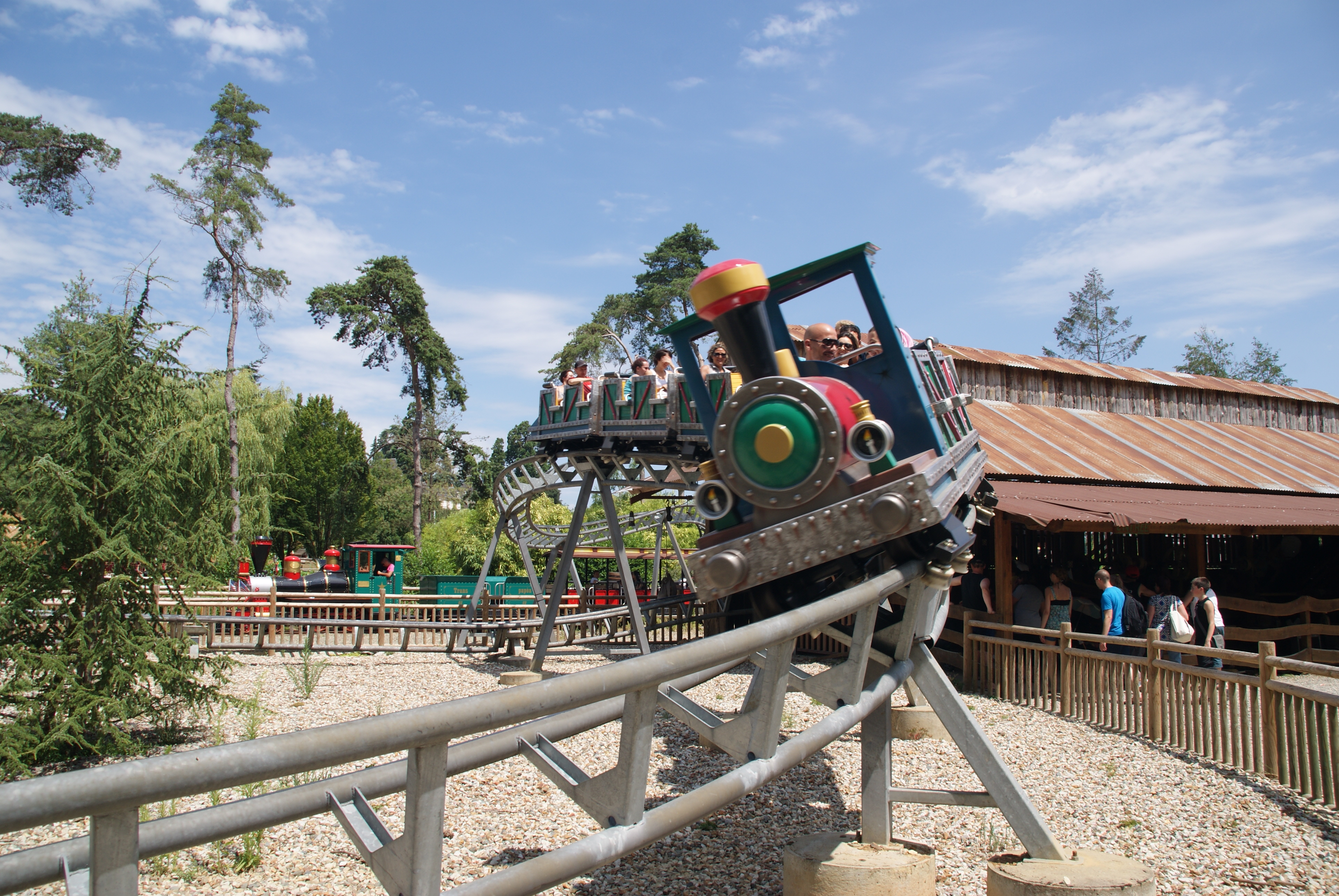
Papéa Express à Papéa Parc
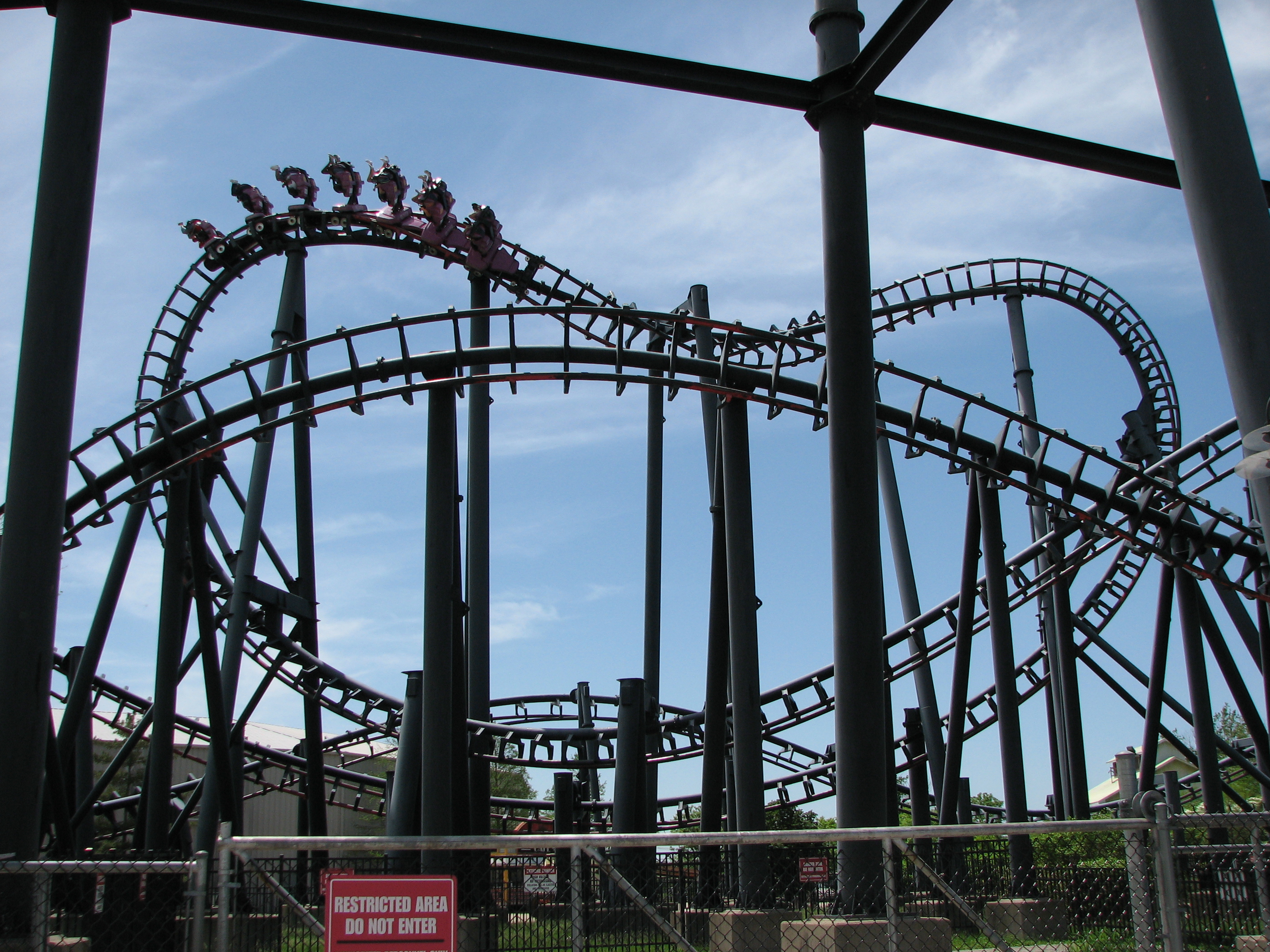
T2 à Kentucky Kingdom
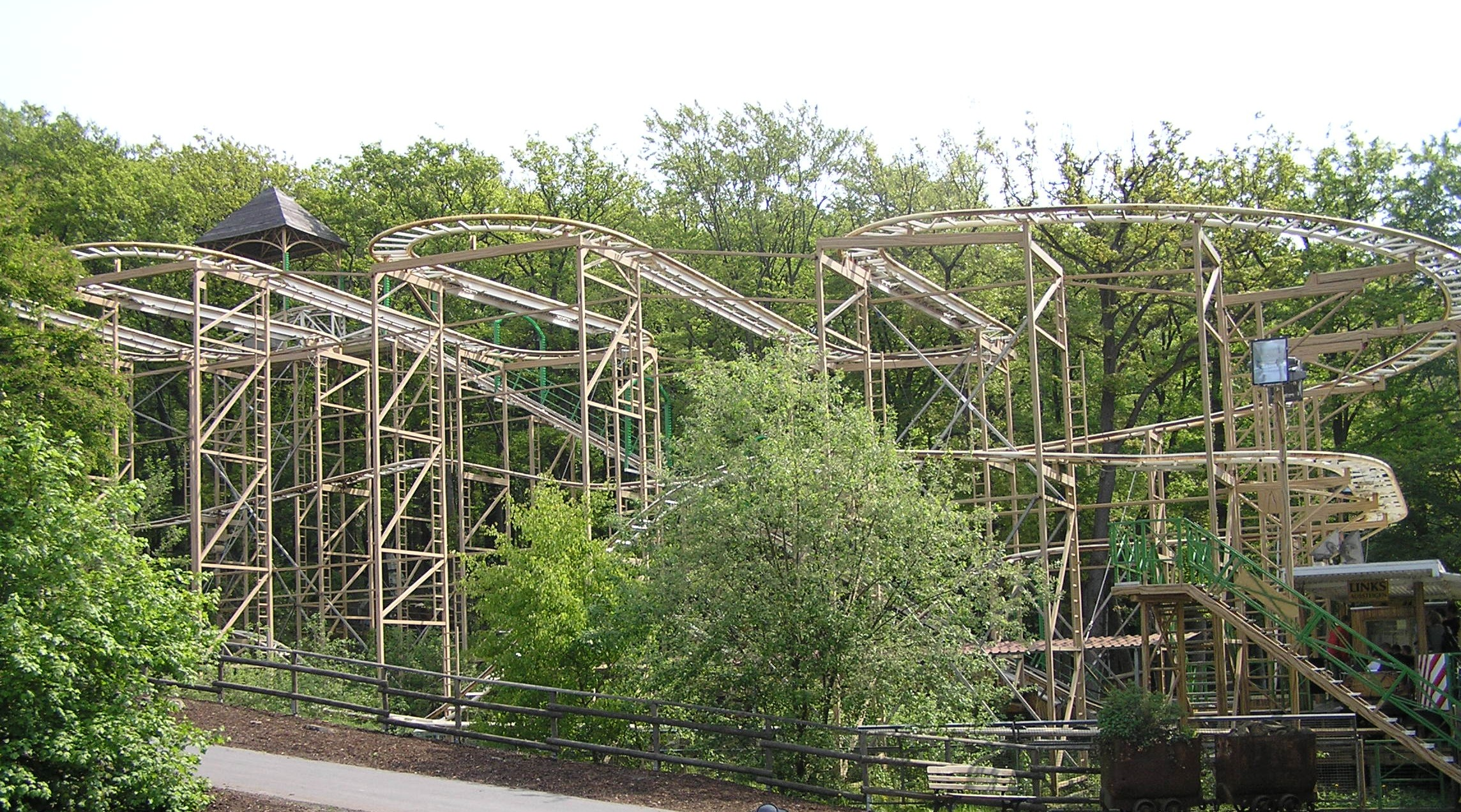
Taunusblitz à Taunus Wunderland
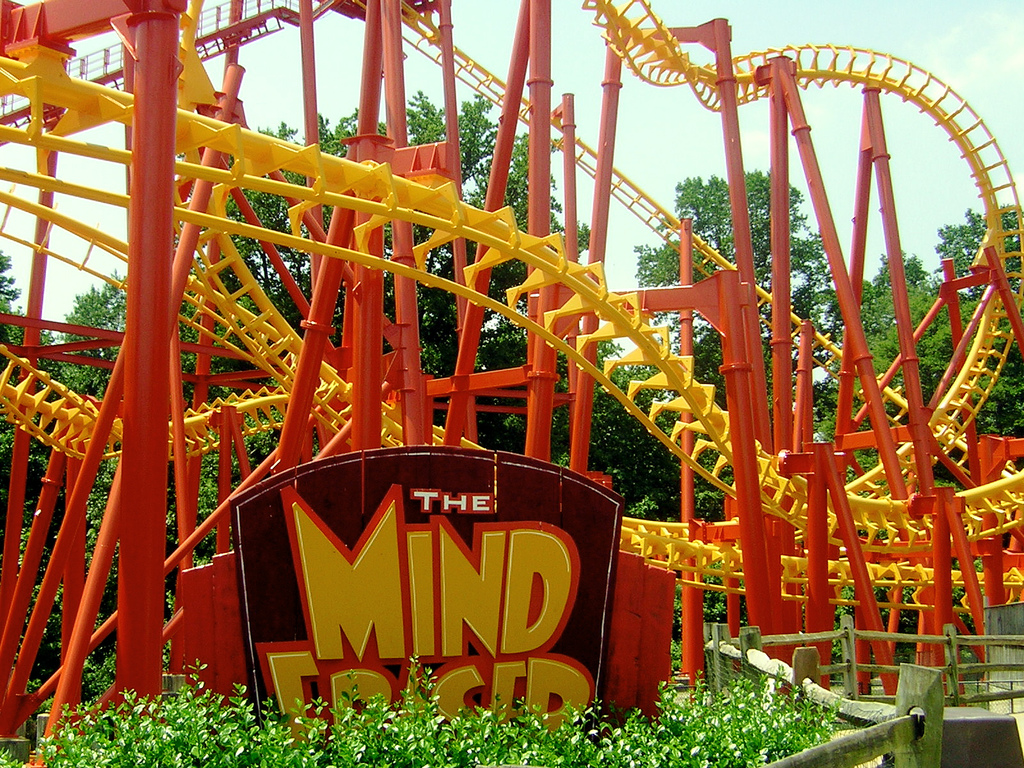
The Mind Eraser à Adventure World
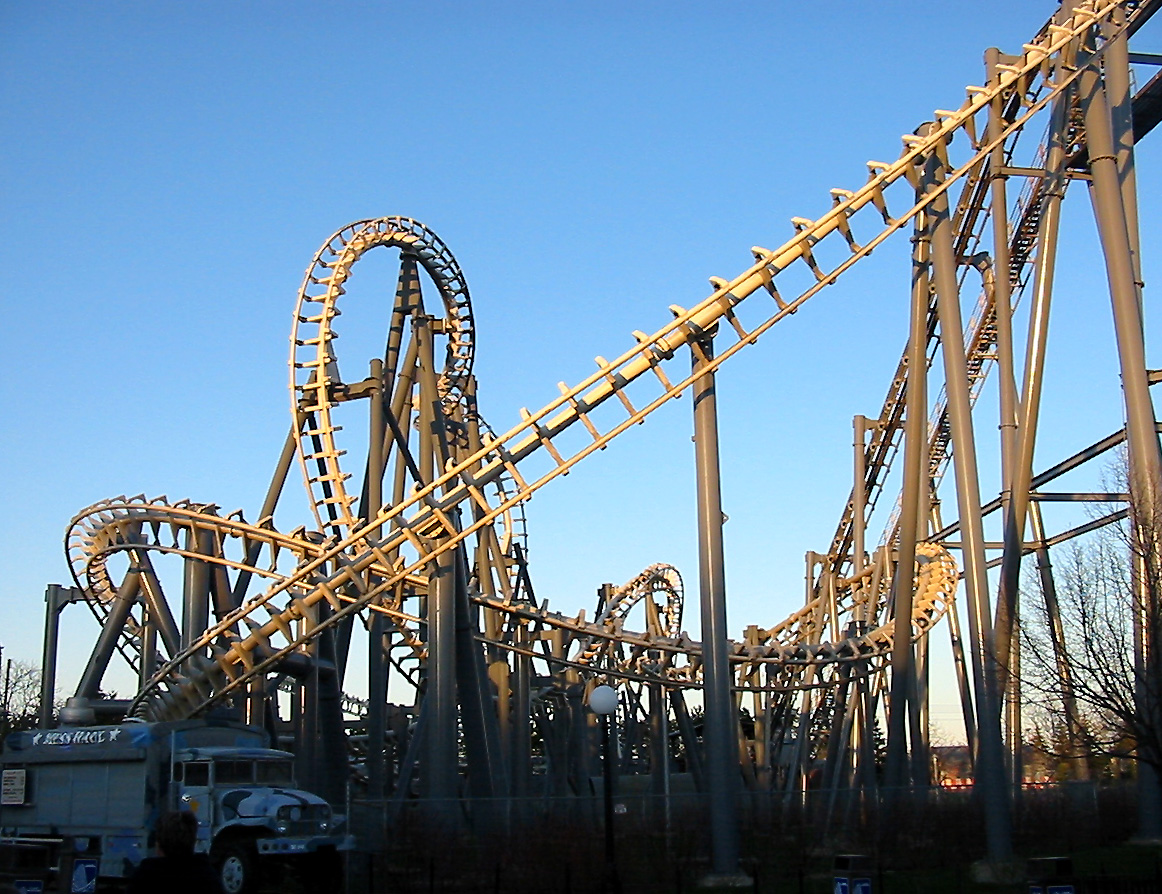
Top Gun à Paramount Canada's Wonderland
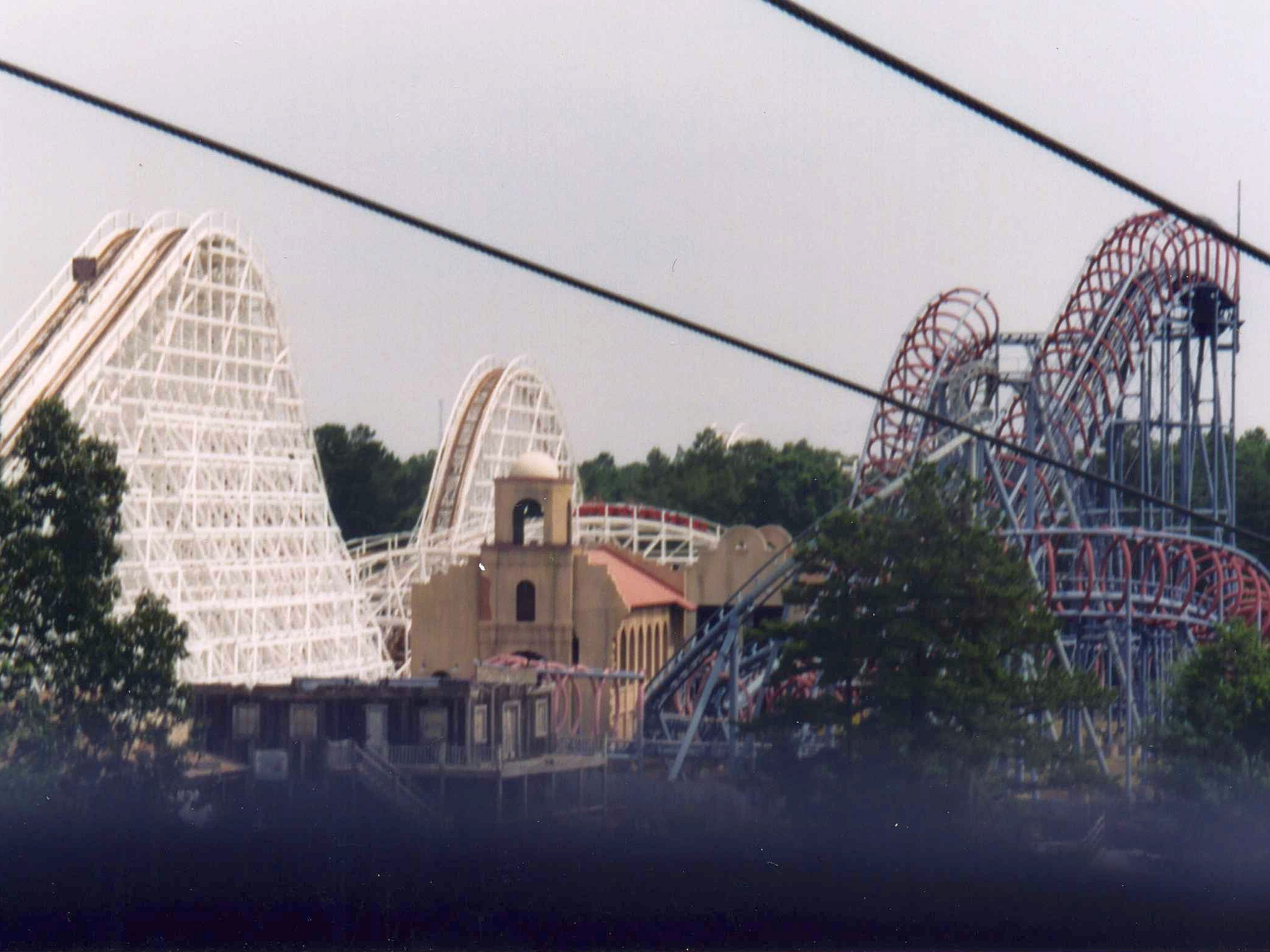
Viper à Six Flags Great Adventure
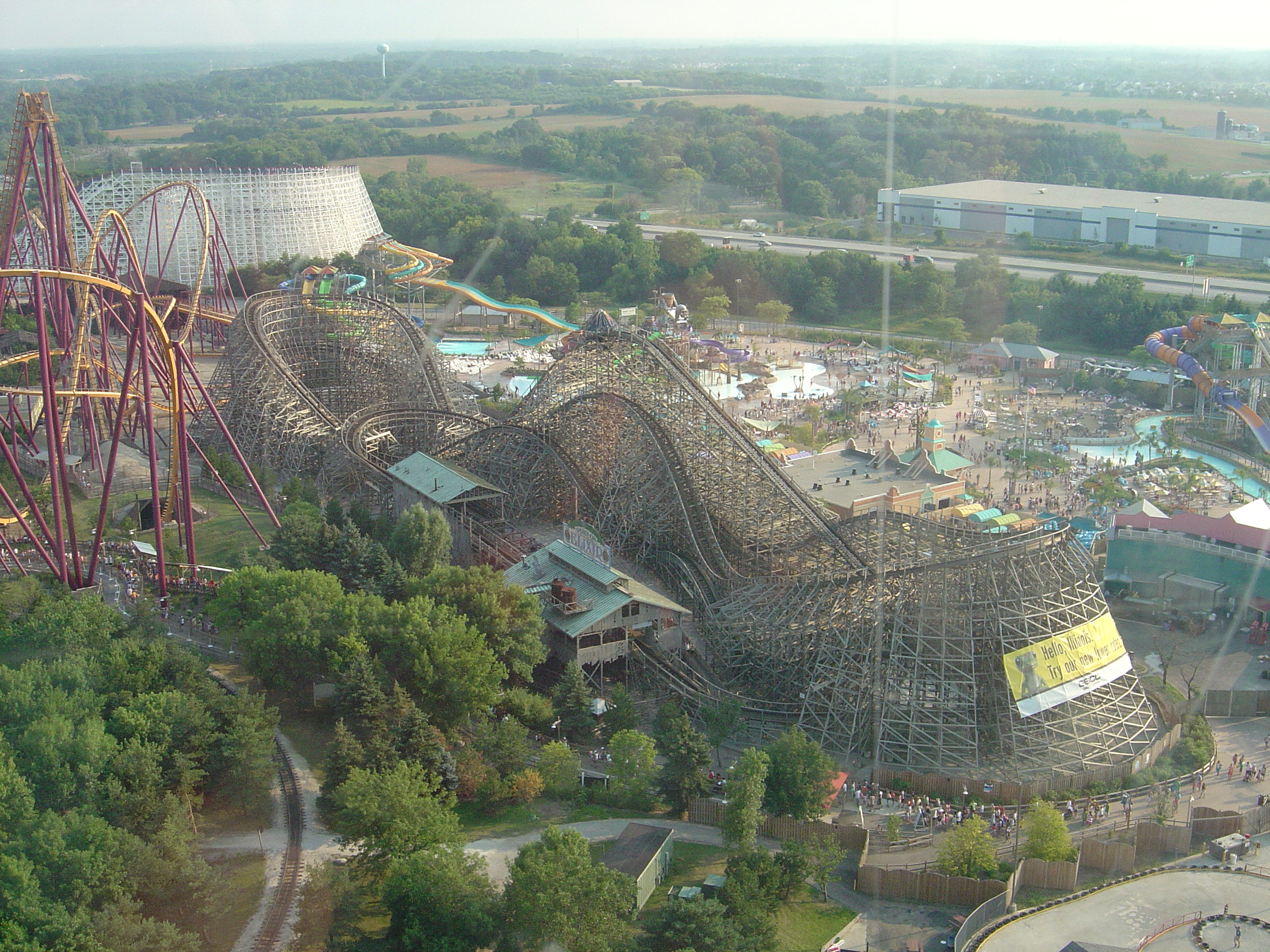
Viper à Six Flags Great America
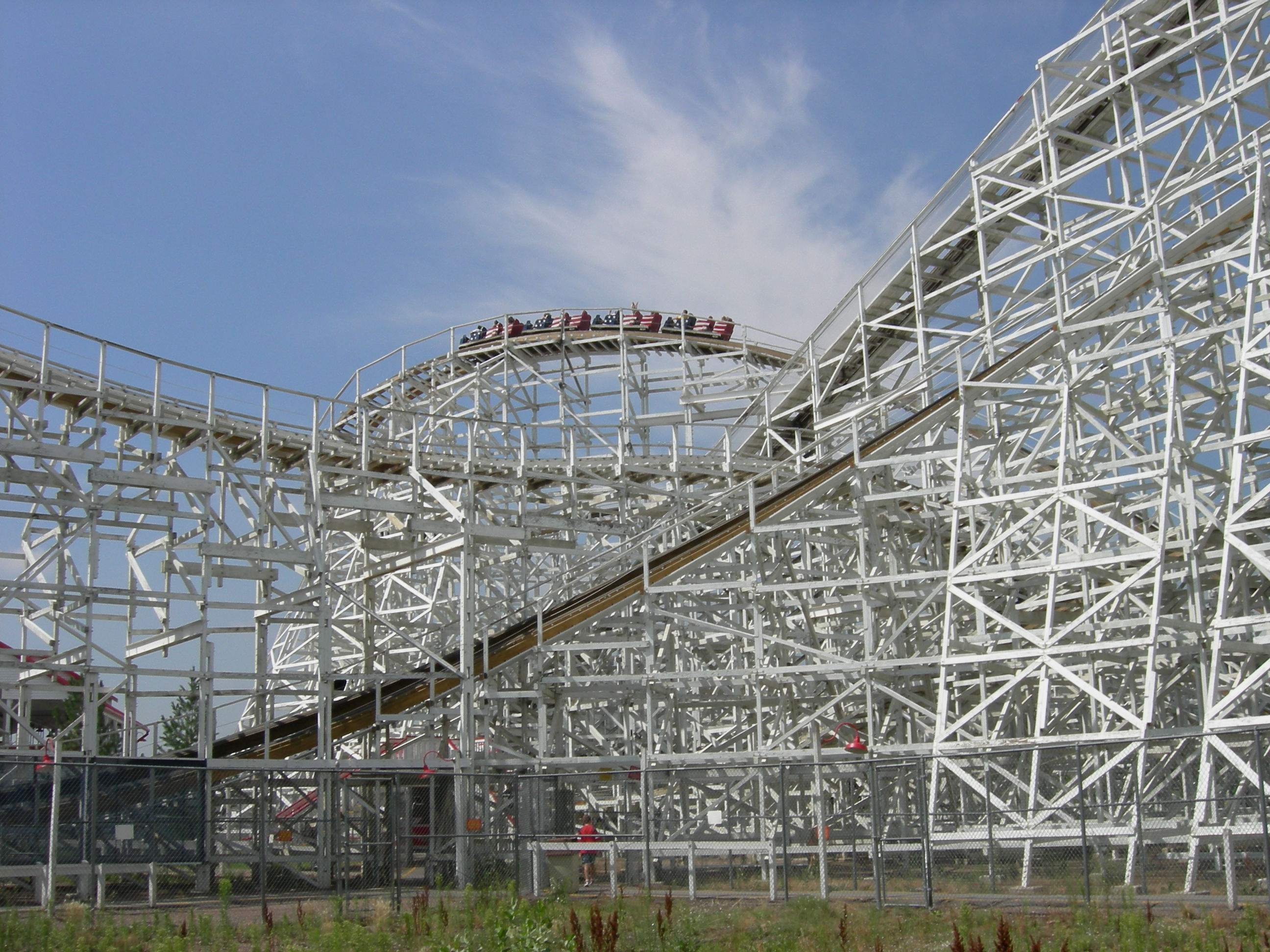
Twister II à Elitch Gardens
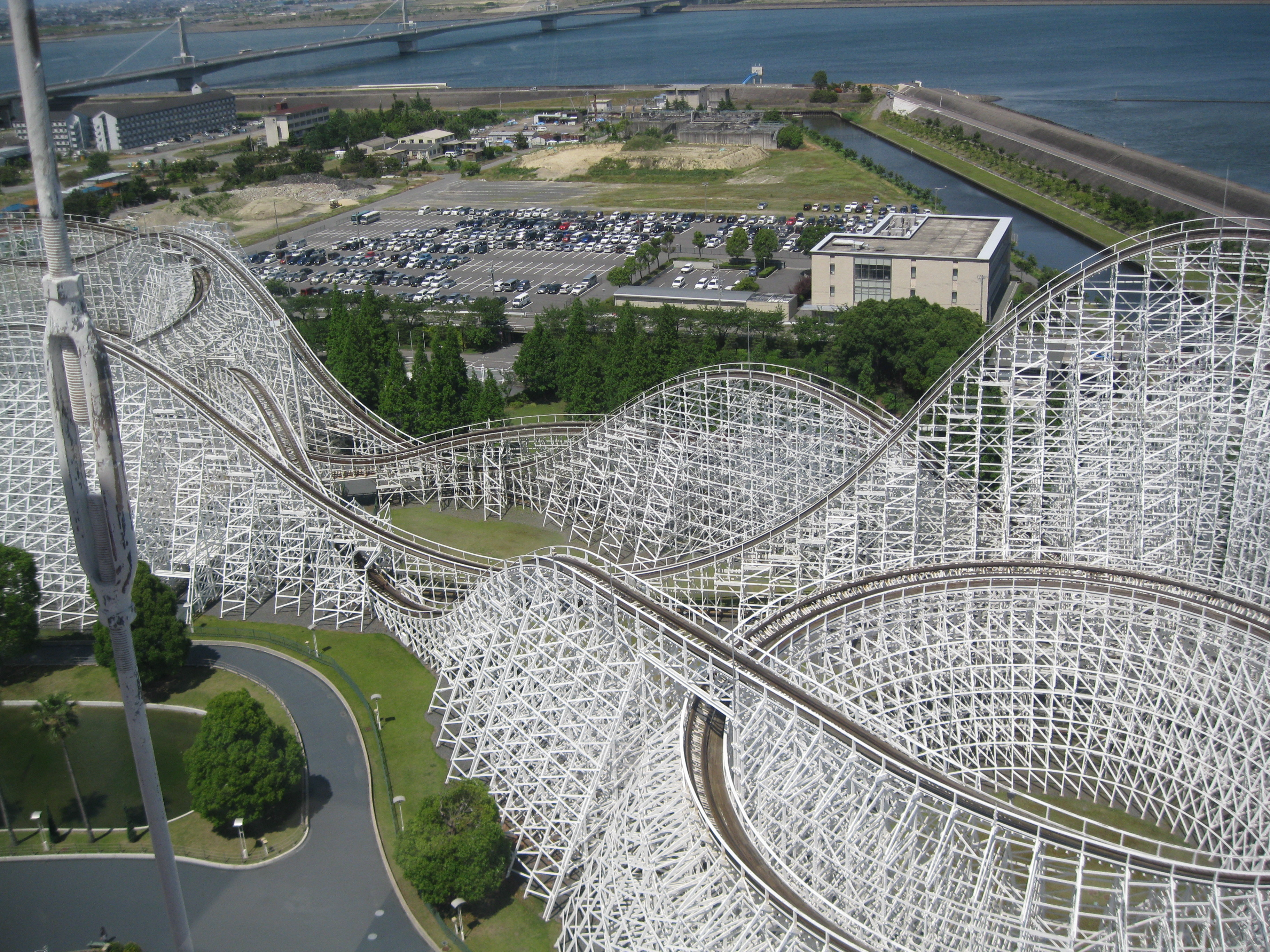
White Cyclone à Nagashima Spa Land
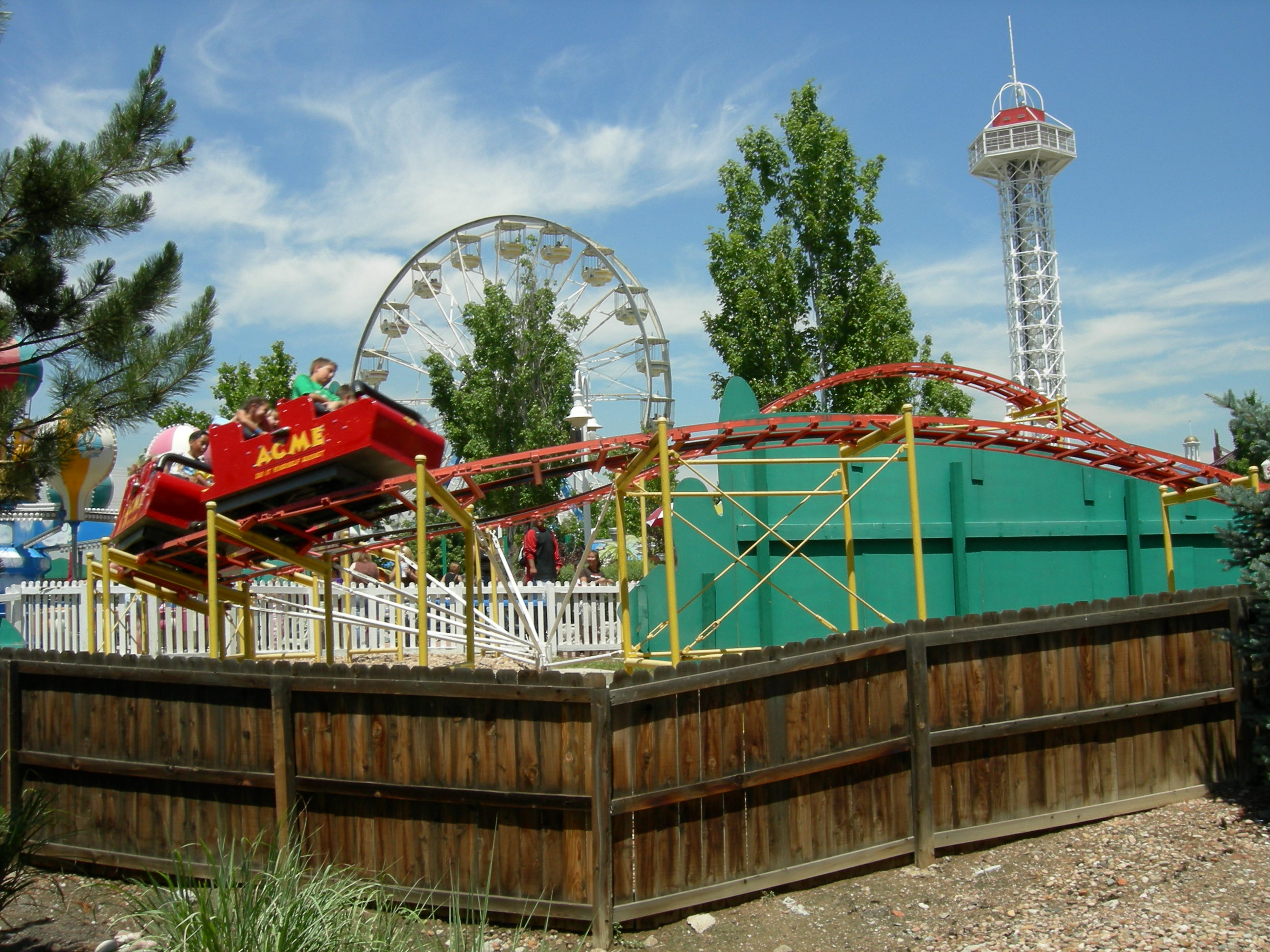
Wild Kitten à Elitch Gardens

### Autres attractions
| Nom                                            | Type/modèle                  | Constructeur              | Parc                            | Pays        |
| ---------------------------------------------- | ---------------------------- | ------------------------- | ------------------------------- | ----------- |
| Adventure Falls                                | Shoot the Chute              | Hopkins Rides             | Michigan's Adventure            | États-Unis  |
| Bateau pirate (le)                             | Bateau à bascule             | Far Fabbri                | Le Pal                          | France      |
| Boneshaker                                     | Supernova                    | Mondial Rides             | Alton Towers                    | Royaume-Uni |
| Captain Cook's Swinging Ship                   | Bateau à bascule             | Intamin                   | Leofoo Village Theme Park       | Taïwan      |
| Condor                                         | Condor                       | Huss Rides                | Serengeti Park                  | Allemagne   |
| Escape from Pompeii                            | Shoot the Chute              | Intamin                   | Busch Gardens Williamsburg      | États-Unis  |
| ExtraTERRORestrial Alien Encounter             | Spectacle d'effets spéciaux  | Walt Disney Imagineering  | Magic Kingdom                   | États-Unis  |
| Flash Back                                     | Bûches                       | Mack Rides                | Walibi Wavre                    | Belgique    |
| Free Falling Fire Engine                       | Crazy bus                    | Zamperla                  | Kentucky Kingdom                | États-Unis  |
| Fumanchú                                       | Chaises volantes             | Zierer                    | Port Aventura                   | Espagne     |
| Galjoen                                        | Bateau à bascule             | Zamperla                  | Avonturenpark Hellendoorn       | Pays-Bas    |
| Grand Canyon                                   | Bûches                       | Mack Rides                | Spreepark                       | Allemagne   |
| Grand Canyon Rapids                            | Rivière rapide en bouées     | Intamin                   | Port Aventura                   | Espagne     |
| Images Studio                                  | parcours scénique            |                           | Futuroscope                     | France      |
| Indiana Jones Adventure                        | Parcours scénique            | Walt Disney Imagineering  | Disneyland                      | États-Unis  |
| Jungle Star Devenu Sherwood's Revenge en 2000. | Tri Star                     | Huss Rides                | Walibi Flevo                    | Pays-Bas    |
| Kon-tiki Wave                                  | Bateau à bascule             | Huss Rides                | Port Aventura                   | Espagne     |
| La Rivière Enchantée                           | Circuit en barque            | Mack Rides                | Parc du Bocasse                 | France      |
| Menhir Express                                 | Bûches                       | Hopkins Rides             | Parc Astérix                    | France      |
| Mighty Mountain Flume Adventure                | Bûches                       | Intamin                   | Leofoo Village Theme Park       | Taïwan      |
| Niagara                                        | Shoot the Chute              | Interlink / Space leisure | Bellewaerde                     | Belgique    |
| Old Timer                                      | Parcours en tacots           | Metallbau Emmeln          | Attractiepark Slagharen         | Pays-Bas    |
| Pittsburg Plunge                               | Shoot the Chute              | Hopkins Rides             | Kennywood                       | États-Unis  |
| Rainbow                                        | Rainbow                      | Huss Rides                | Kentucky Kingdom                | États-Unis  |
| Ramses revenge                                 | Top Spin                     | Huss Rides                | Chessington World of Adventures | Royaume-Uni |
| Rio Grande                                     | Rivière rapide en bouées     | Bear Rides                | Fort Fun Abenteuerland          | Allemagne   |
| Rockin' Roadway                                | Parcours en voitures         | Chance Rides              | Dollywood                       | États-Unis  |
| Roue panoramique                               | Grande roue                  | Zamperla                  | Fraispertuis-City               | France      |
| Seastorm                                       | SeaStorm                     | Mack Rides                | Chessington World of Adventures | Royaume-Uni |
| Serpiente Emplumada                            | Pieuvre                      | Schwarzkopf               | Port Aventura                   | Espagne     |
| Silver River Flume                             | Bûches                       | Mack Rides                | Port Aventura                   | Espagne     |
| Space Probe                                    | Tour de chute                | Intamin                   | Wonderland Sydney (en)          | Australie   |
| Superman: Tower of Power                       | Tour de chute                | Intamin                   | Kentucky Kingdom                | États-Unis  |
| Thunder Canyon                                 | Rivière en bouées            | Barr Engineering          | Dorney Park & Wildwater Kingdom | États-Unis  |
| Tífon                                          | Waikiki Wave                 | Vekoma                    | Port Aventura                   | Espagne     |
| Top Spin                                       | Top Spin                     | Huss Rides                | Serengeti-Park                  | Allemagne   |
| Train des aventuriers                          | Train panoramique            | Soquet                    | Le Pal                          | France      |
| Trono de Pacal                                 | Rainbow                      | Huss Rides                | Port Aventura                   | Espagne     |
| Tutuki Splash                                  | Shoot the Chute / Spillwater | Intamin                   | Port Aventura                   | Espagne     |
| Vandrotten                                     | Bûches                       |                           | BonbonLand                      | Danemark    |
| Waikiki Wave                                   | Waikiki Wave                 | Vekoma                    | Walibi Flevo                    | Pays-Bas    |
| Walibi Express Devenu Music Xpress en 2012.    | Train panoramique            | Severn Lamb               | Walibi Wavre                    | Belgique    |
| Wave                                           | Waikiki Wave                 | Vekoma                    | Uzexpocenter                    | Ouzbékistan |
| Wild Arctic                                    | Cinéma dynamique             | Reflectone                | SeaWorld Orlando                | États-Unis  |
| Woga Woga                                      | Breakdance                   | Huss Rides                | Serengeti-Park                  | Allemagne   |
| Xtreme Skyflyer                                | Skycoaster                   | Skycoaster                | Paramount's Carowinds           | États-Unis  |
| Xtreme Skyflyer                                | Skycoaster                   | Skycoaster                | Kings Island                    | États-Unis  |

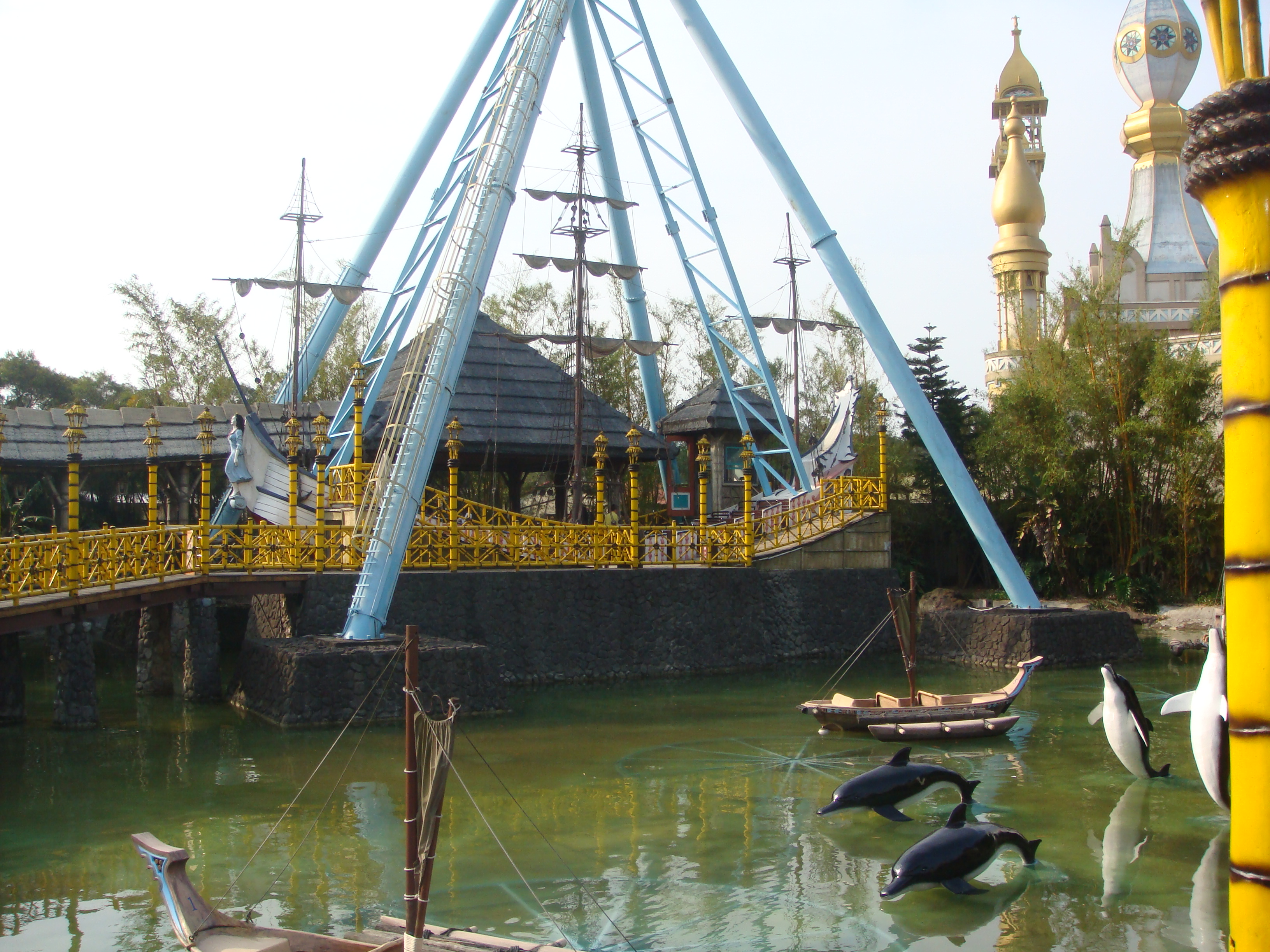
Captain Cook's Swinging Ship à Leofoo Village Theme Park
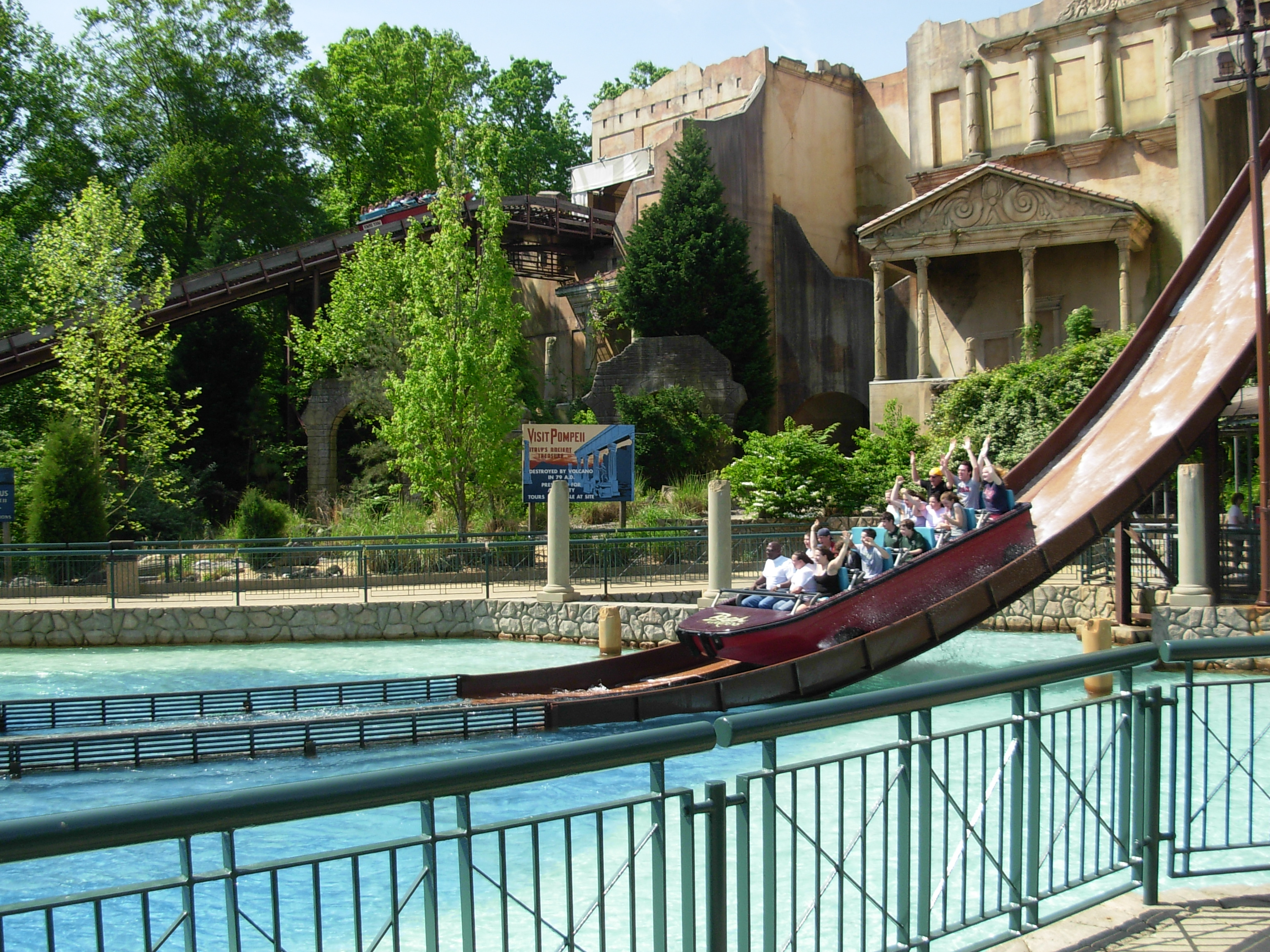
Escape from Pompeii à Busch Gardens Williamsburg
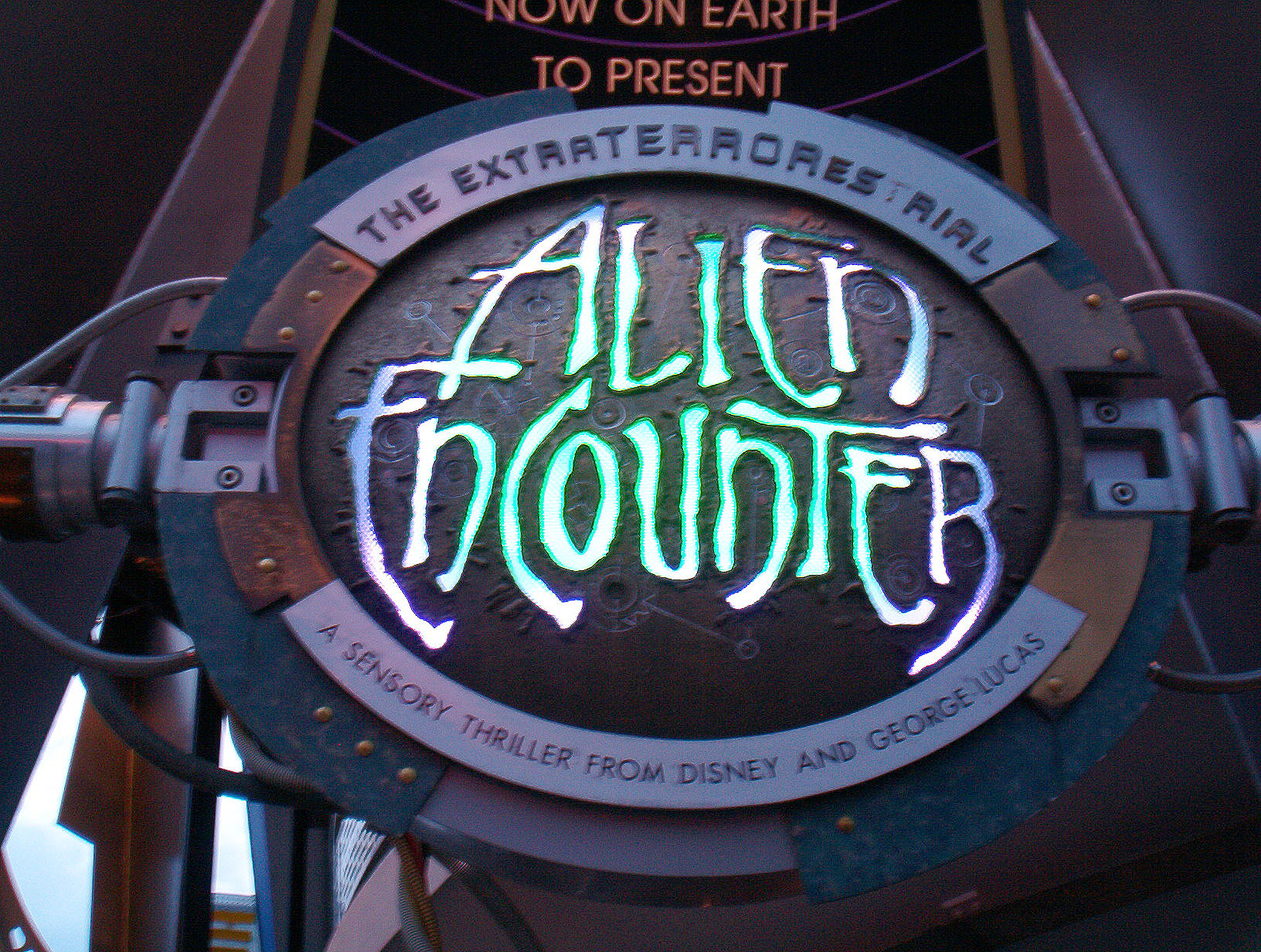
ExtraTERRORestrial Alien Encounter à Magic Kingdom
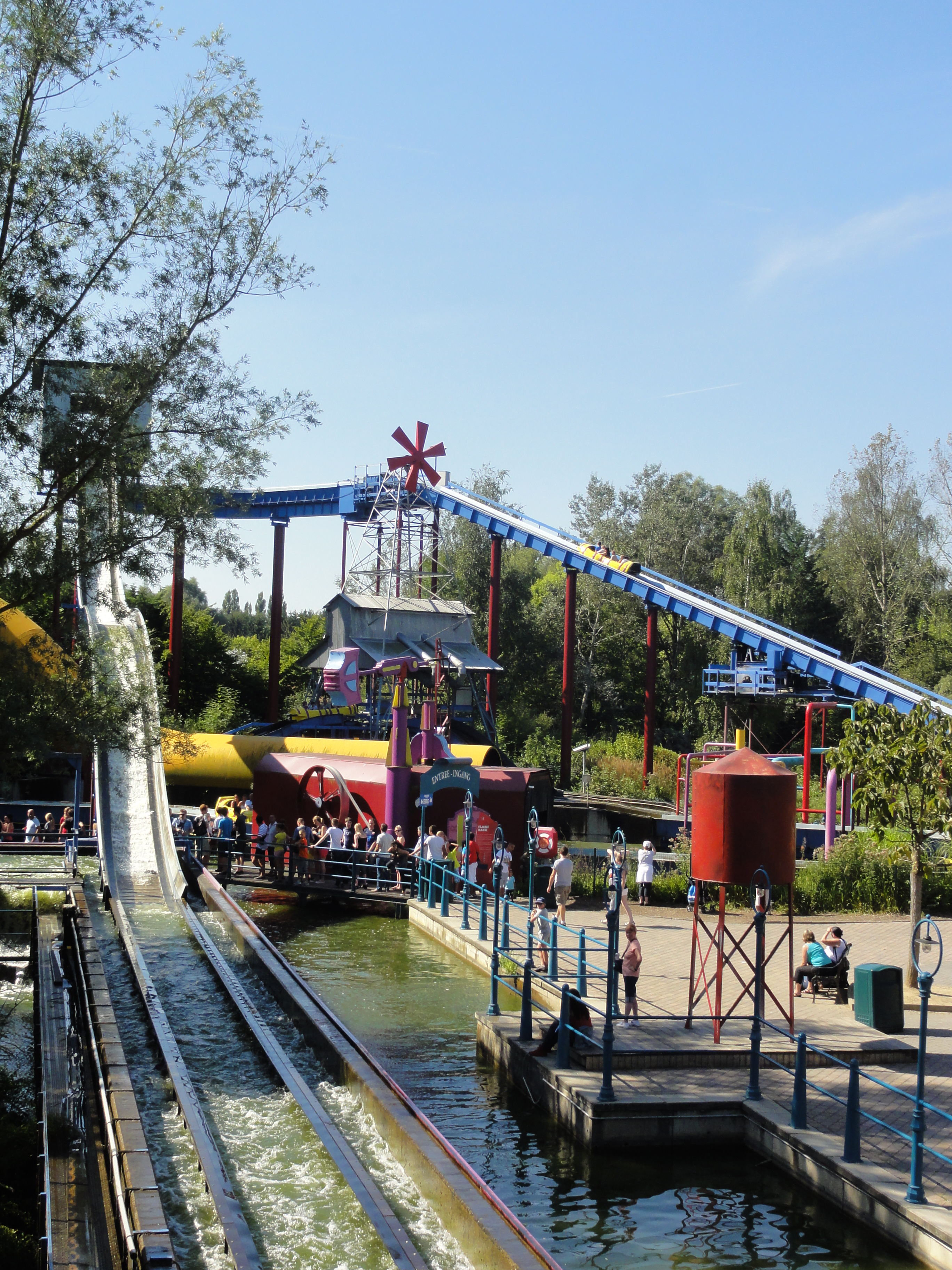
Flash Back à Walibi Wavre
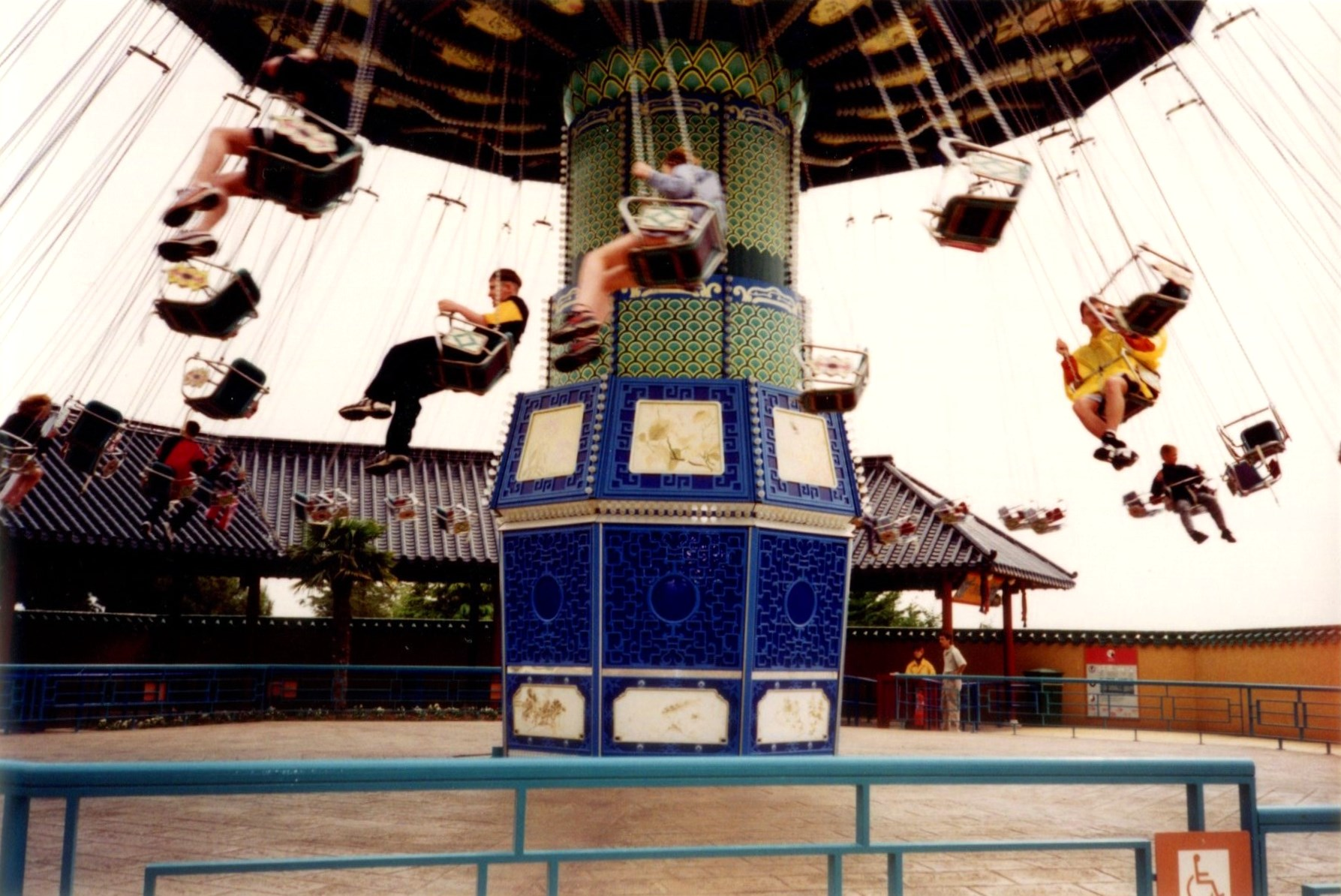
Fumanchú à Port Aventura
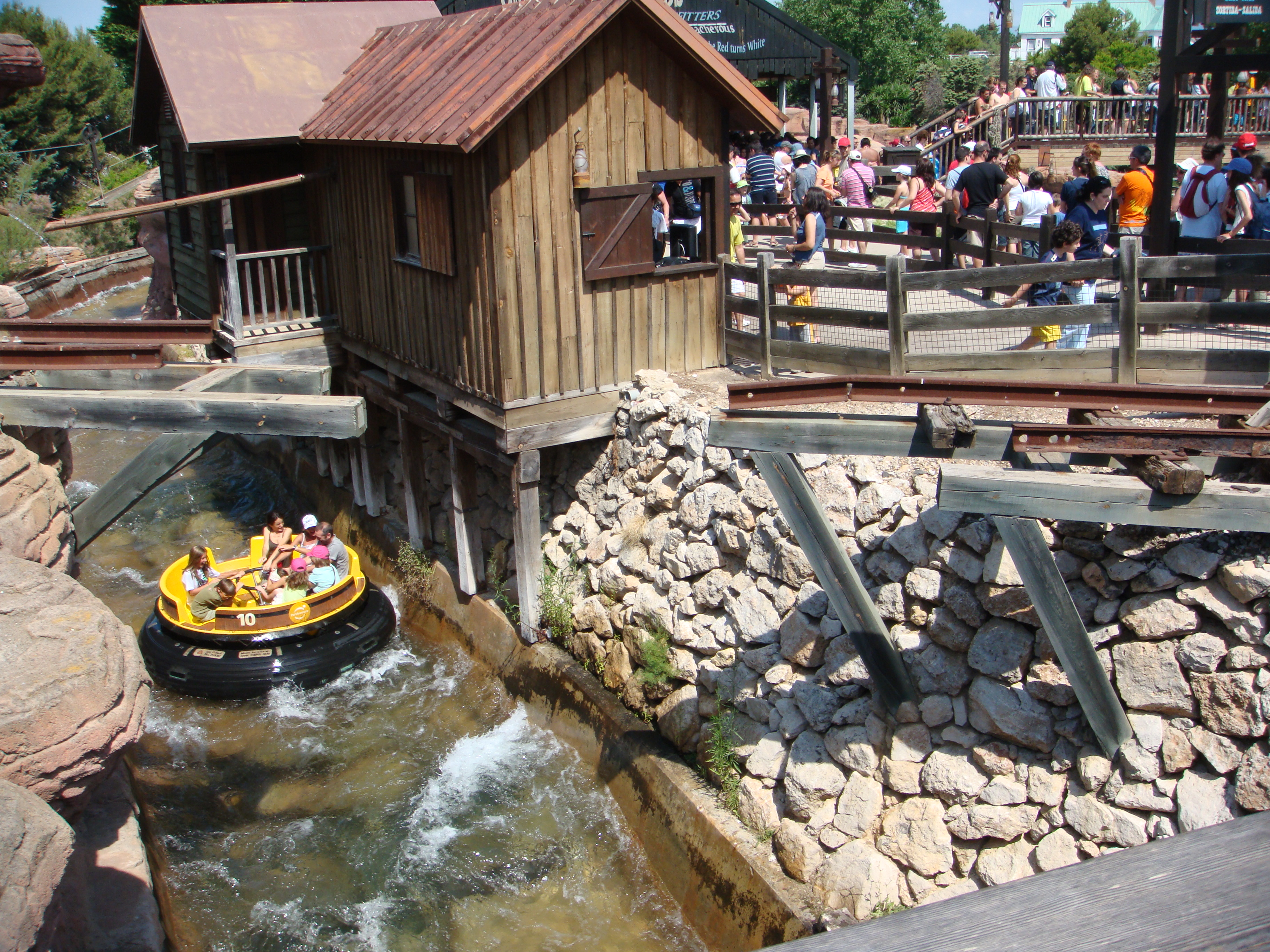
Grand Canyon Rapids à Port Aventura
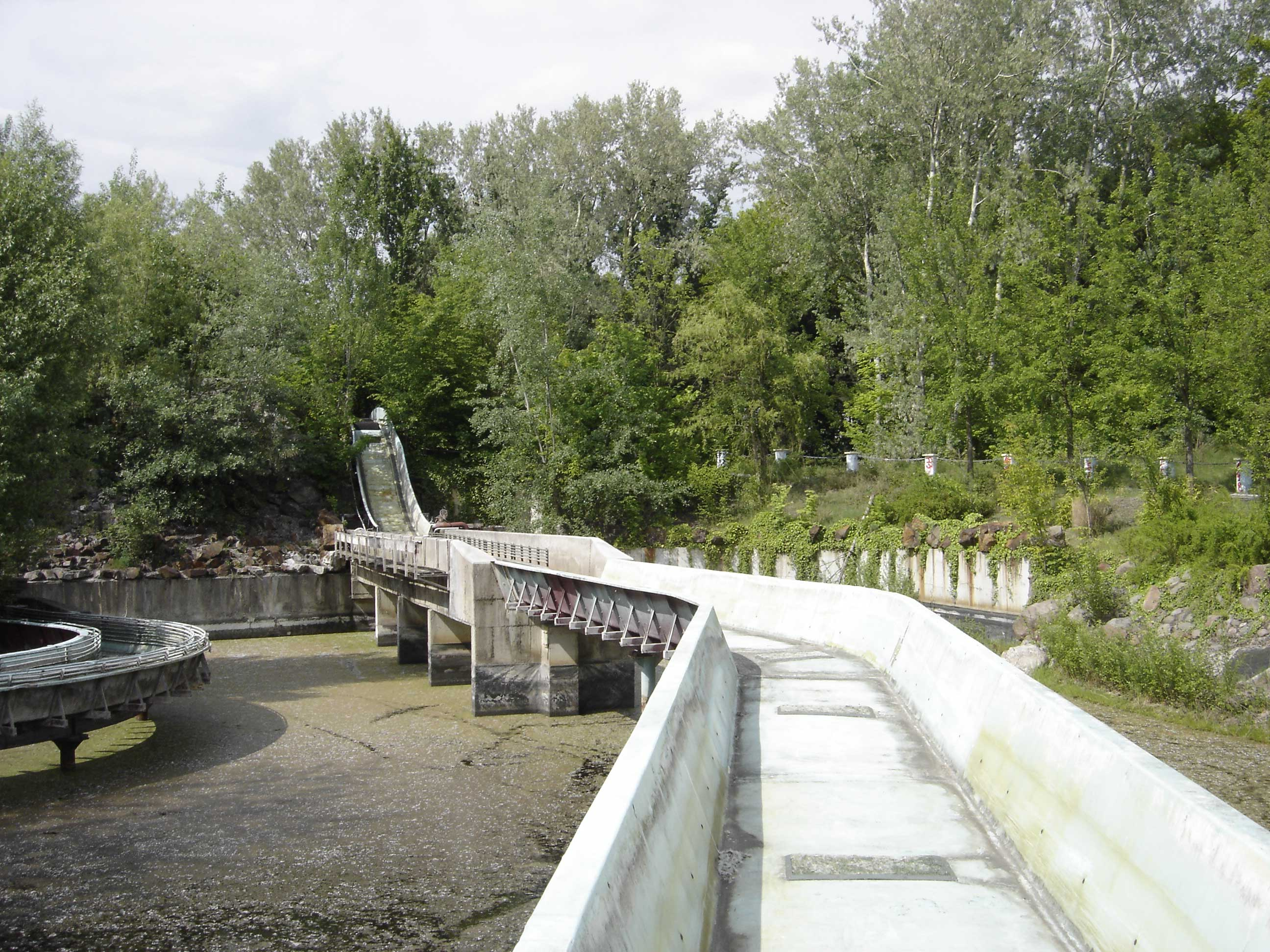
Grand Canyon à Spreepark
Pavillon Images Studio au Futuroscope
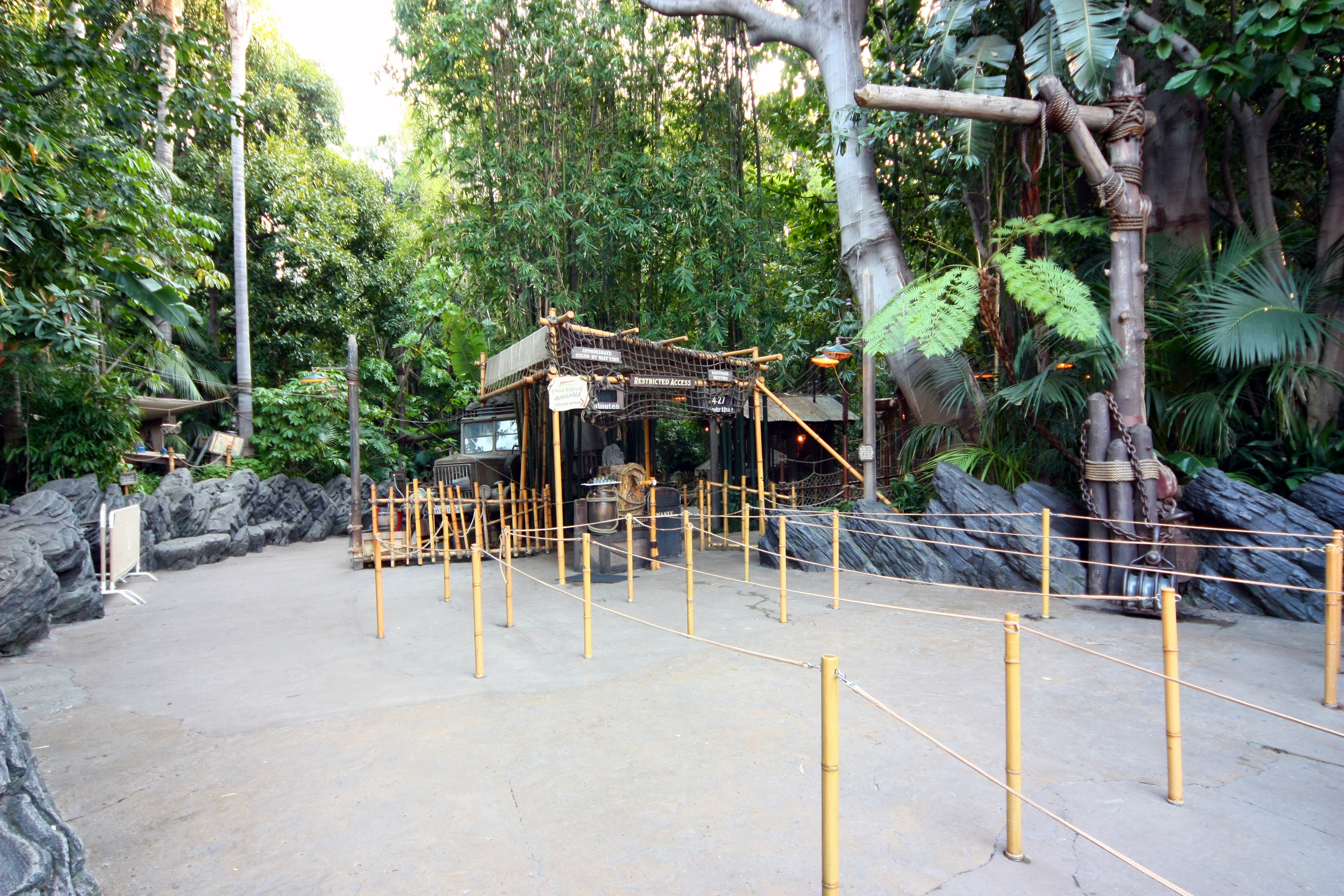
Indiana Jones Adventure à Disneyland
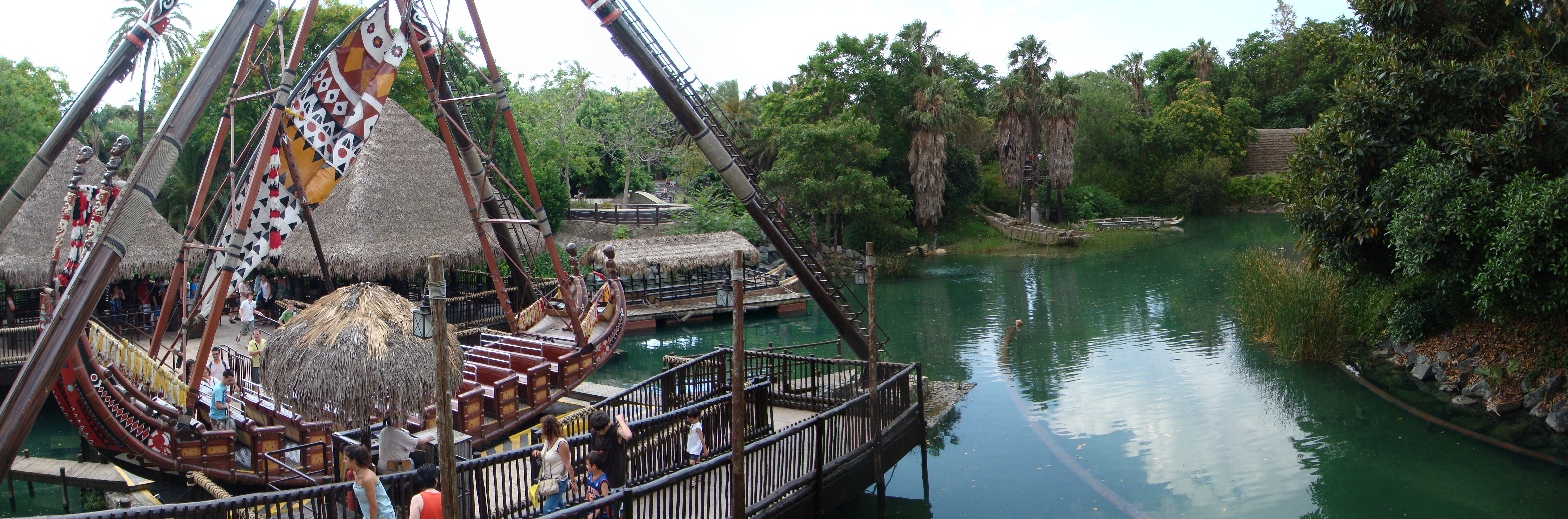
Kon-tiki Wave à Port Aventura
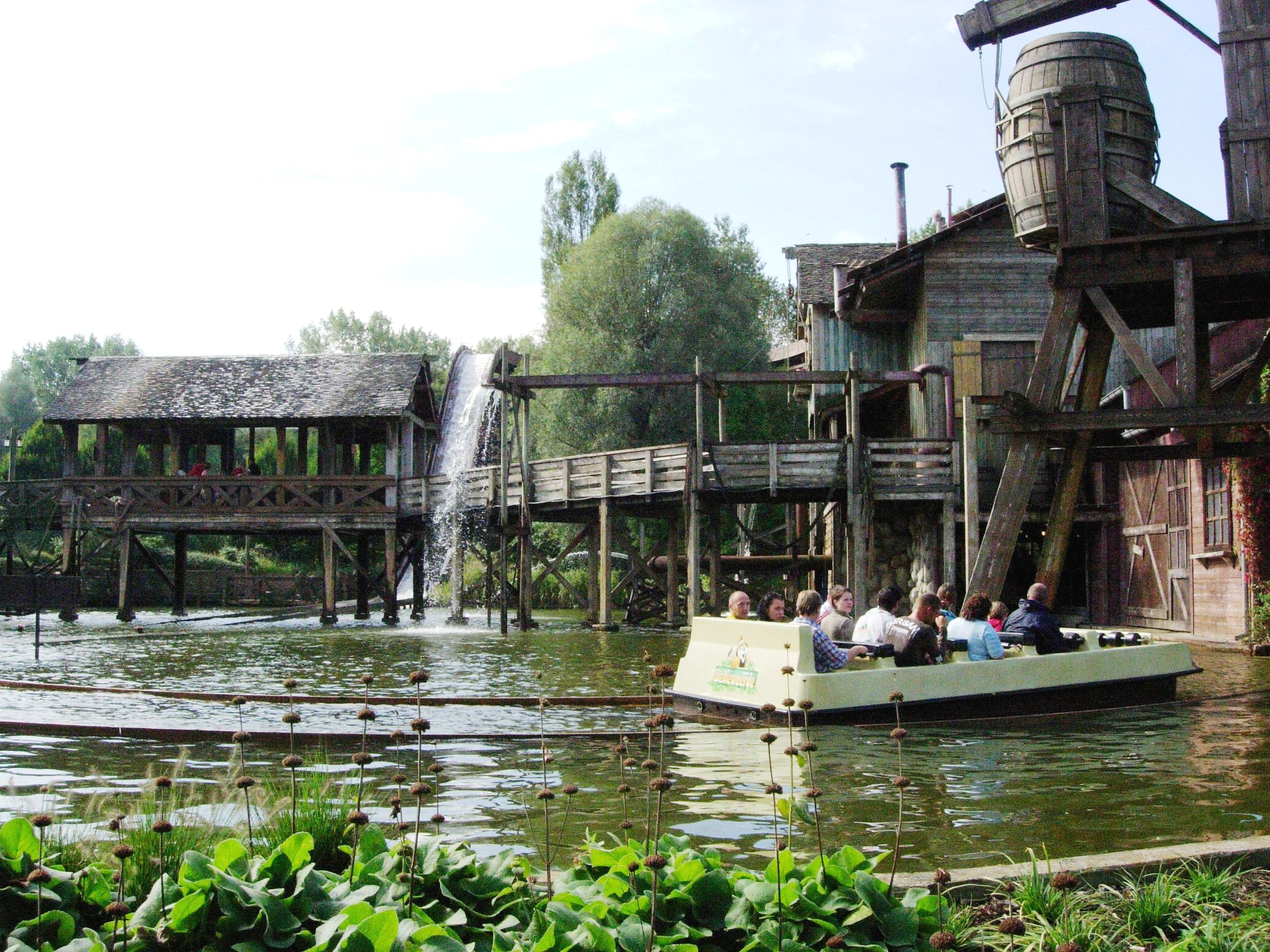
Niagara à Bellewaerde
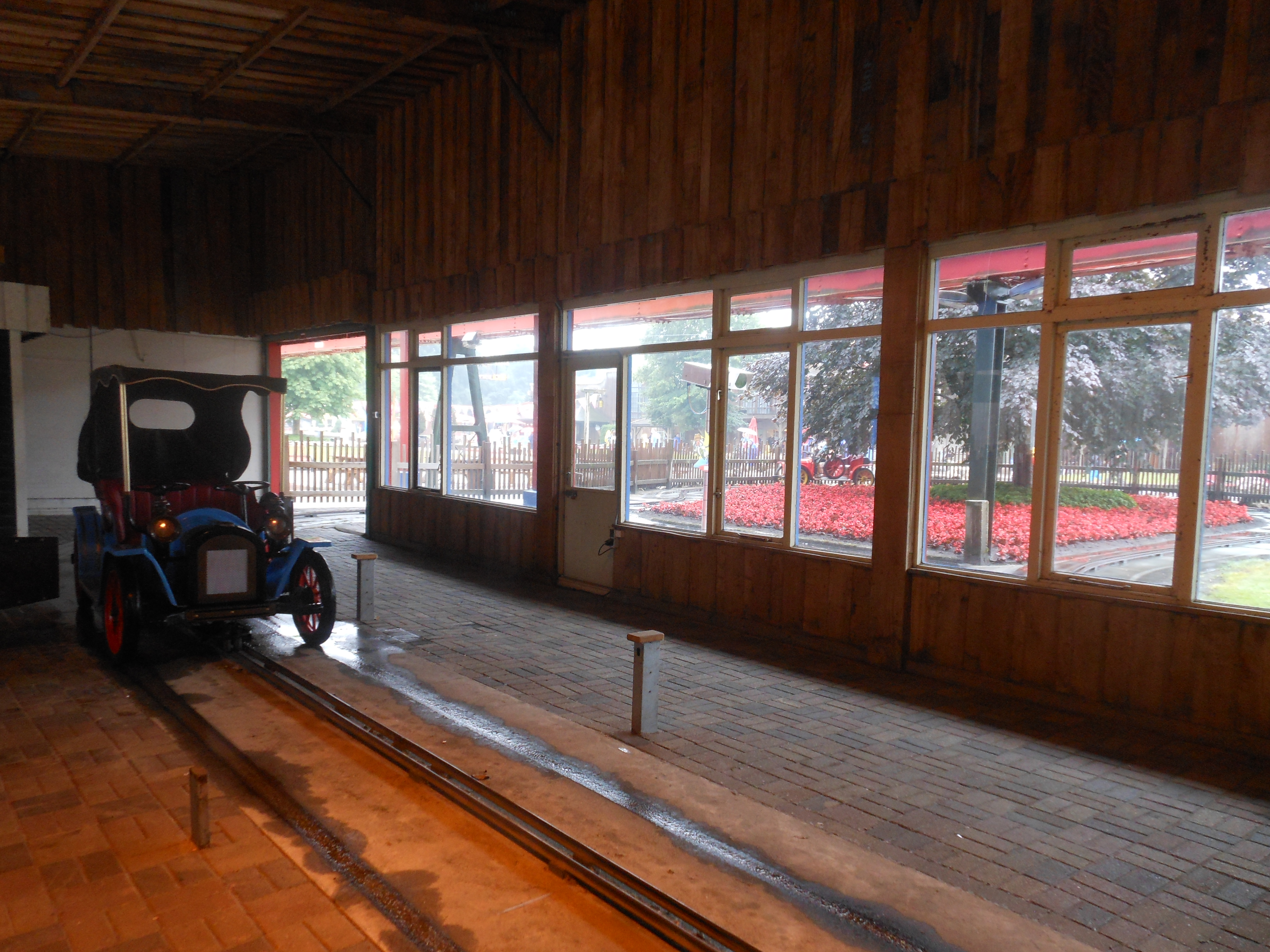
Old Timer à Attractiepark Slagharen
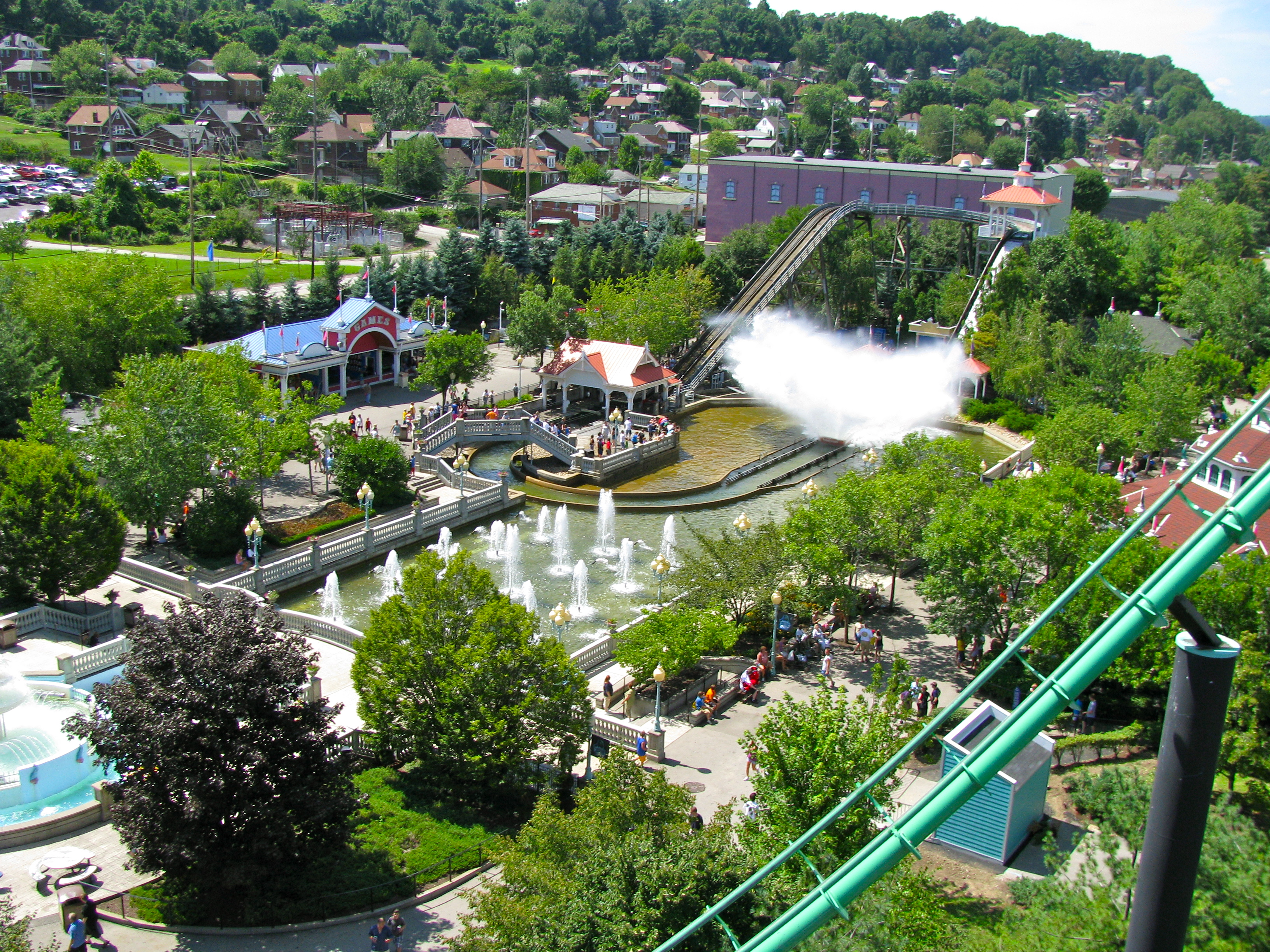
Pittsburg Plunge à Kennywood
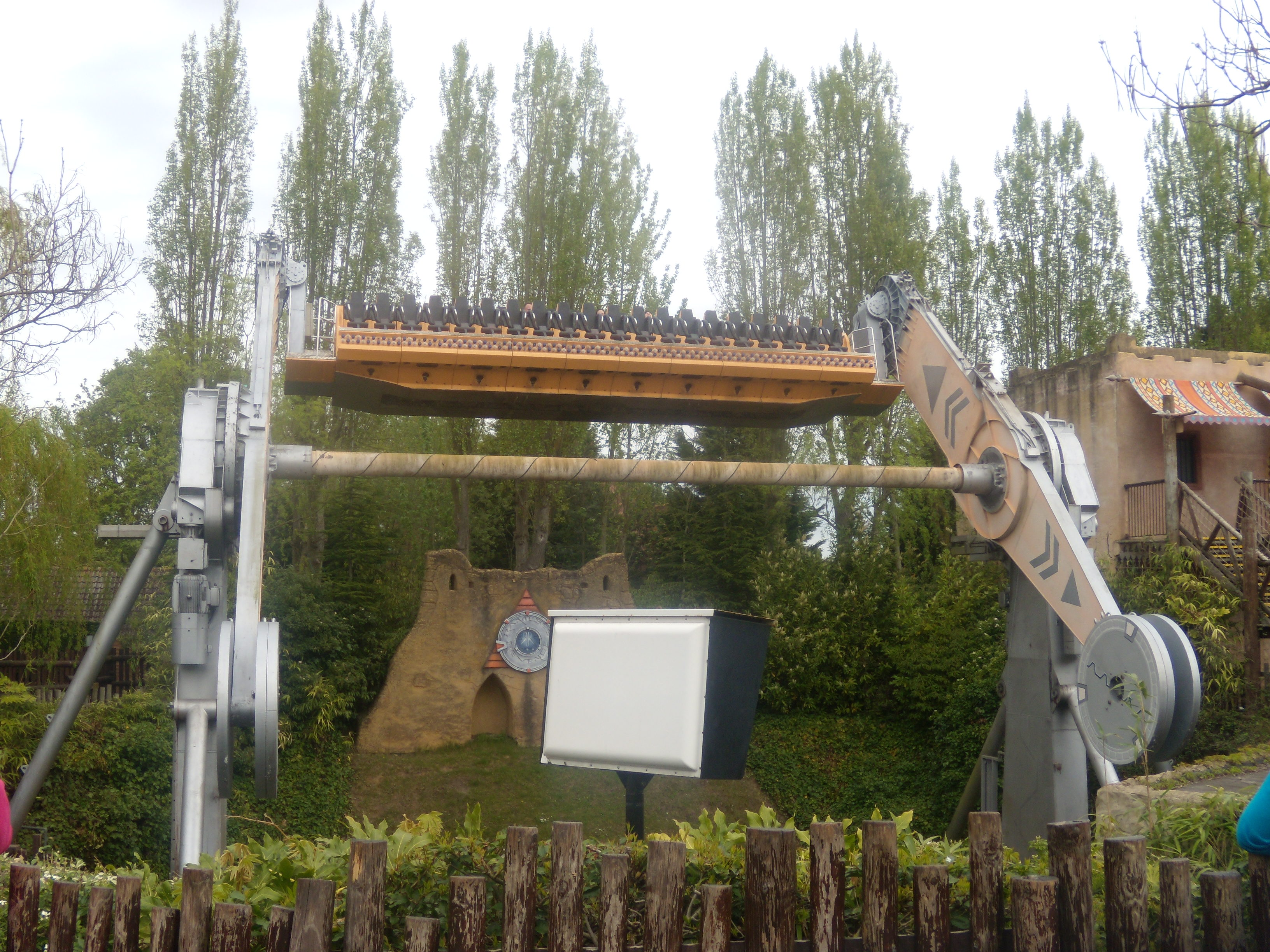
Rameses revenge à Chessington World of Adventures
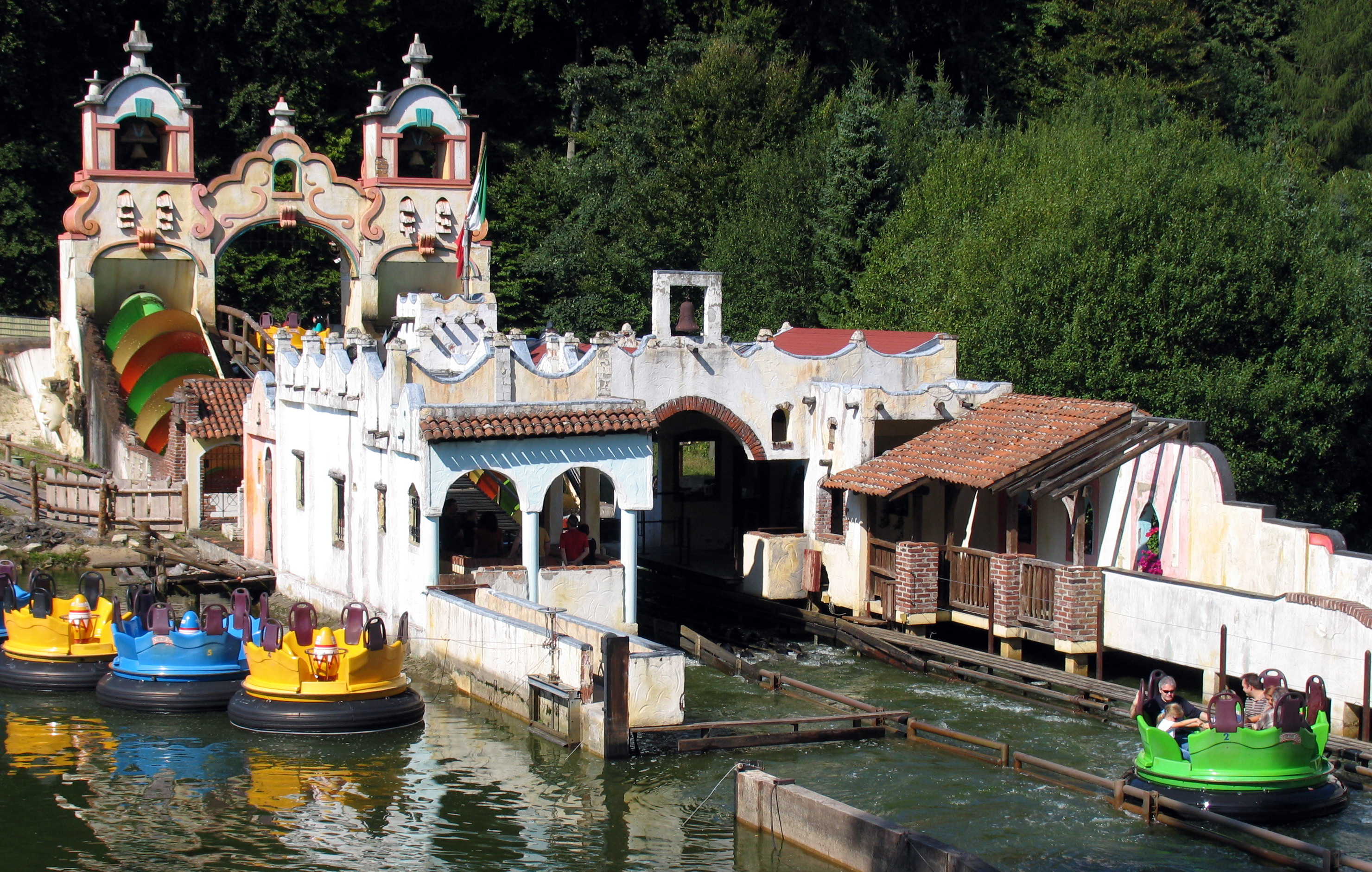
Rio Grande à Fort Fun Abenteuerland
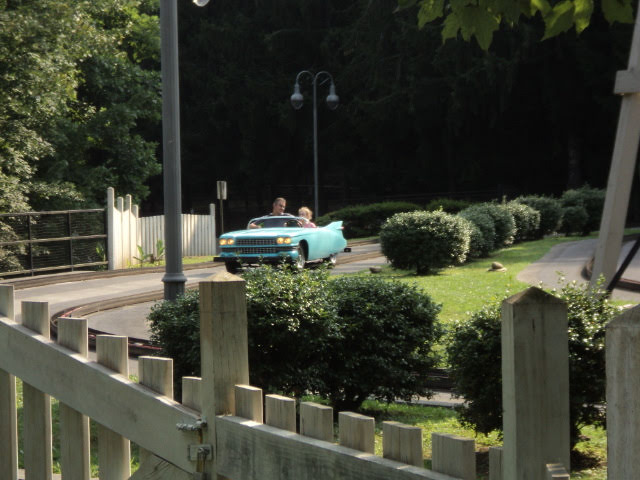
Rockin' Roadway à Dollywood
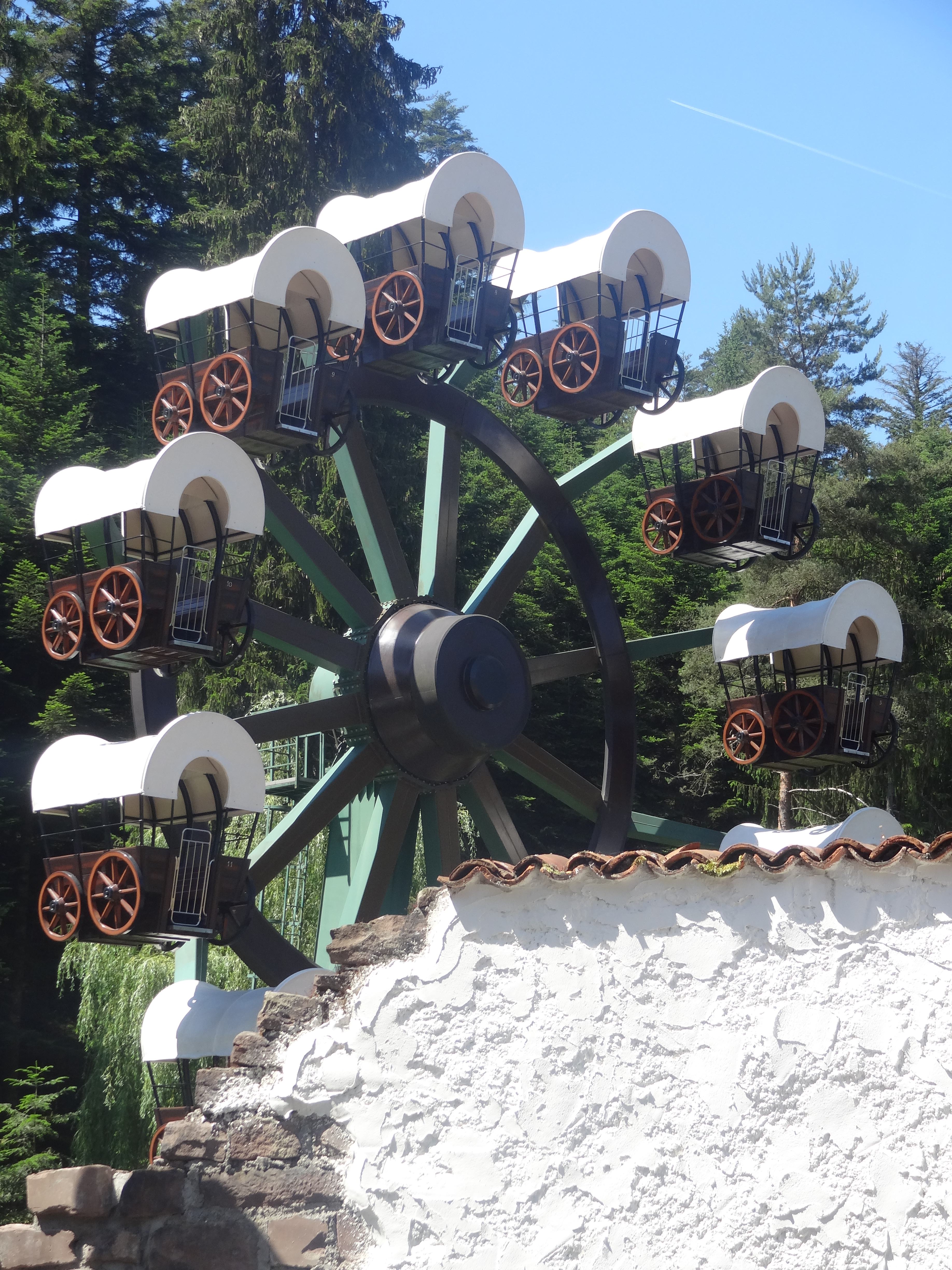
Roue panoramique à Fraispertuis-City
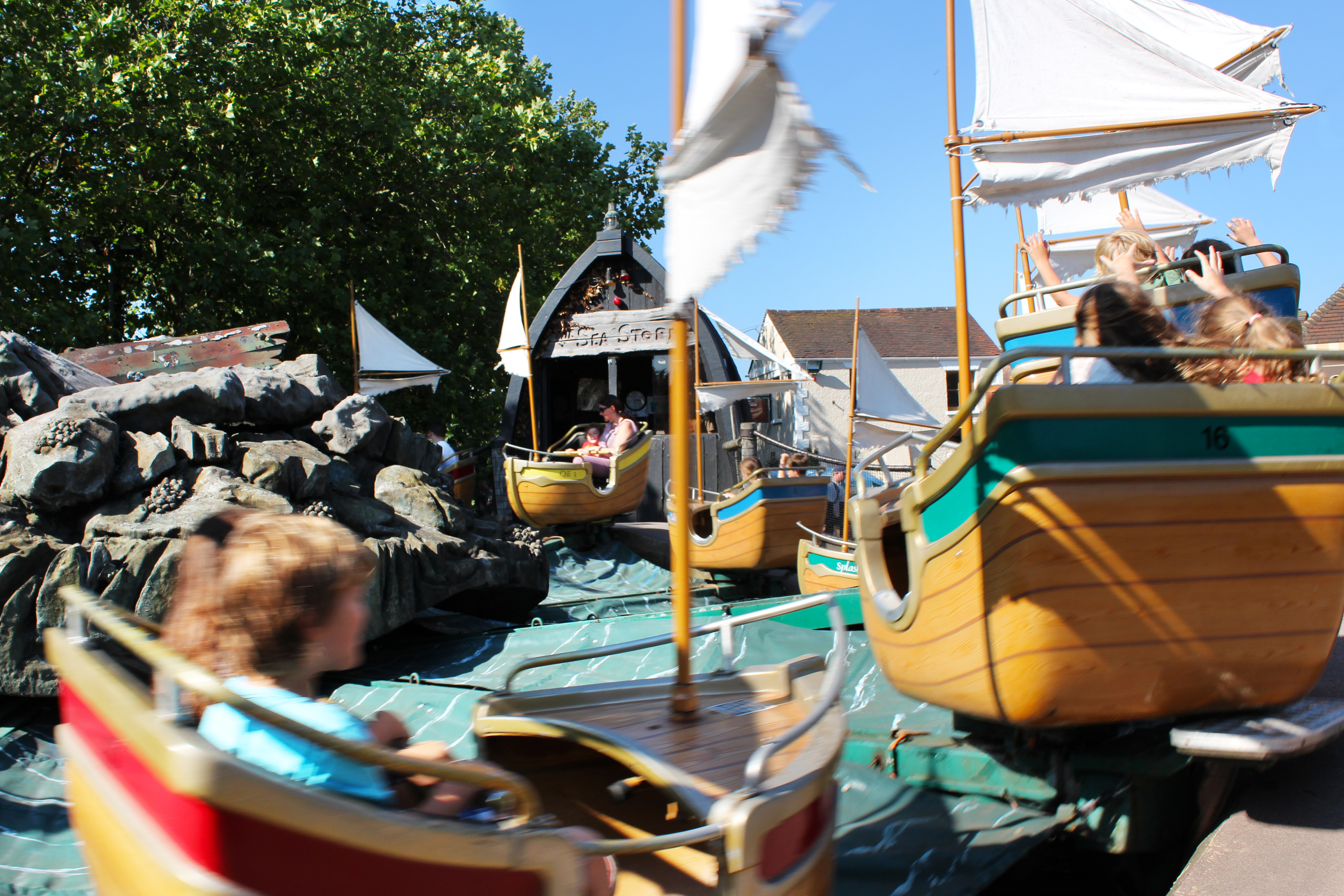
Seastorm à Chessington World of Adventures
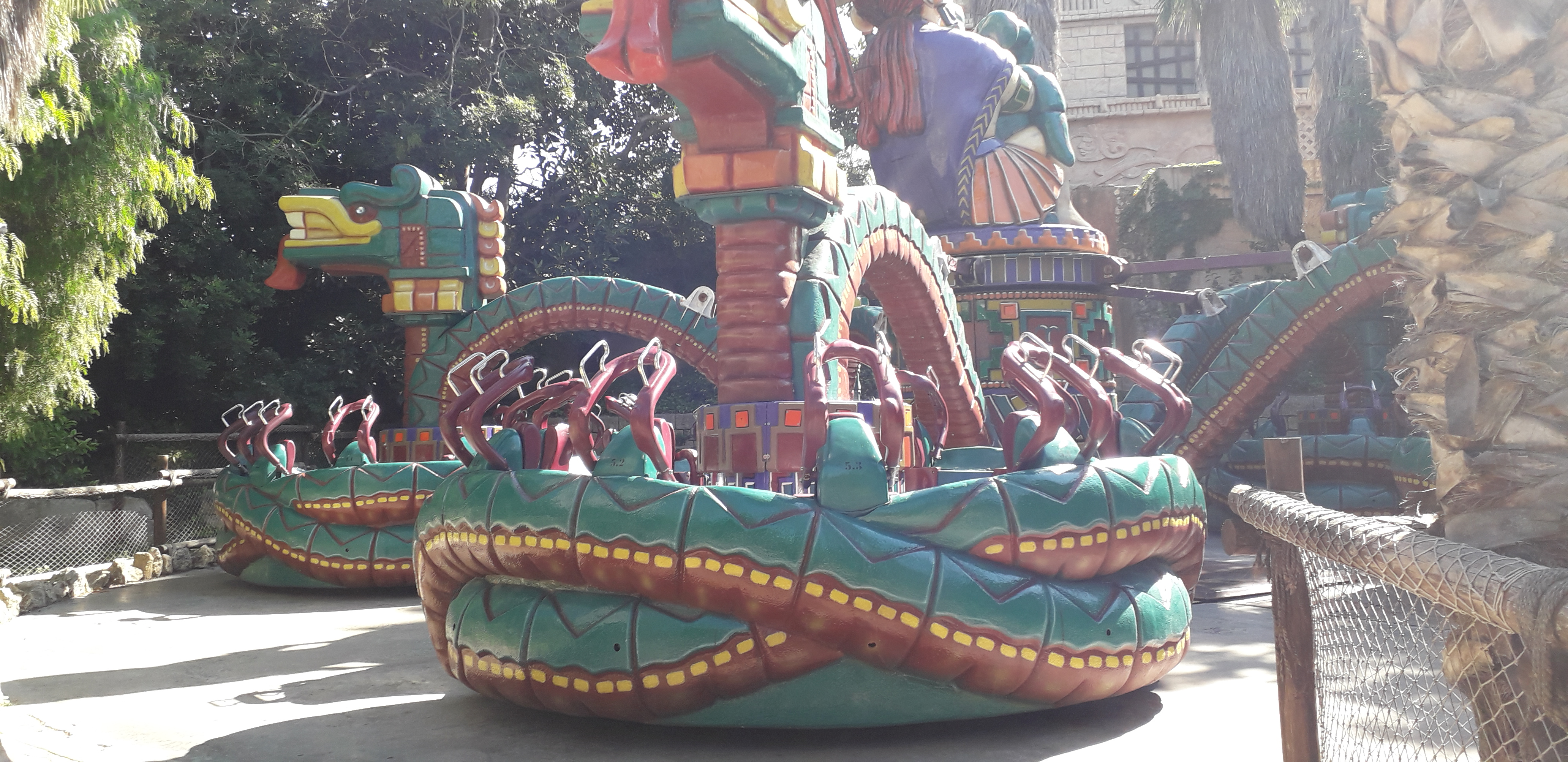
Serpiente emplumada à Port Aventura
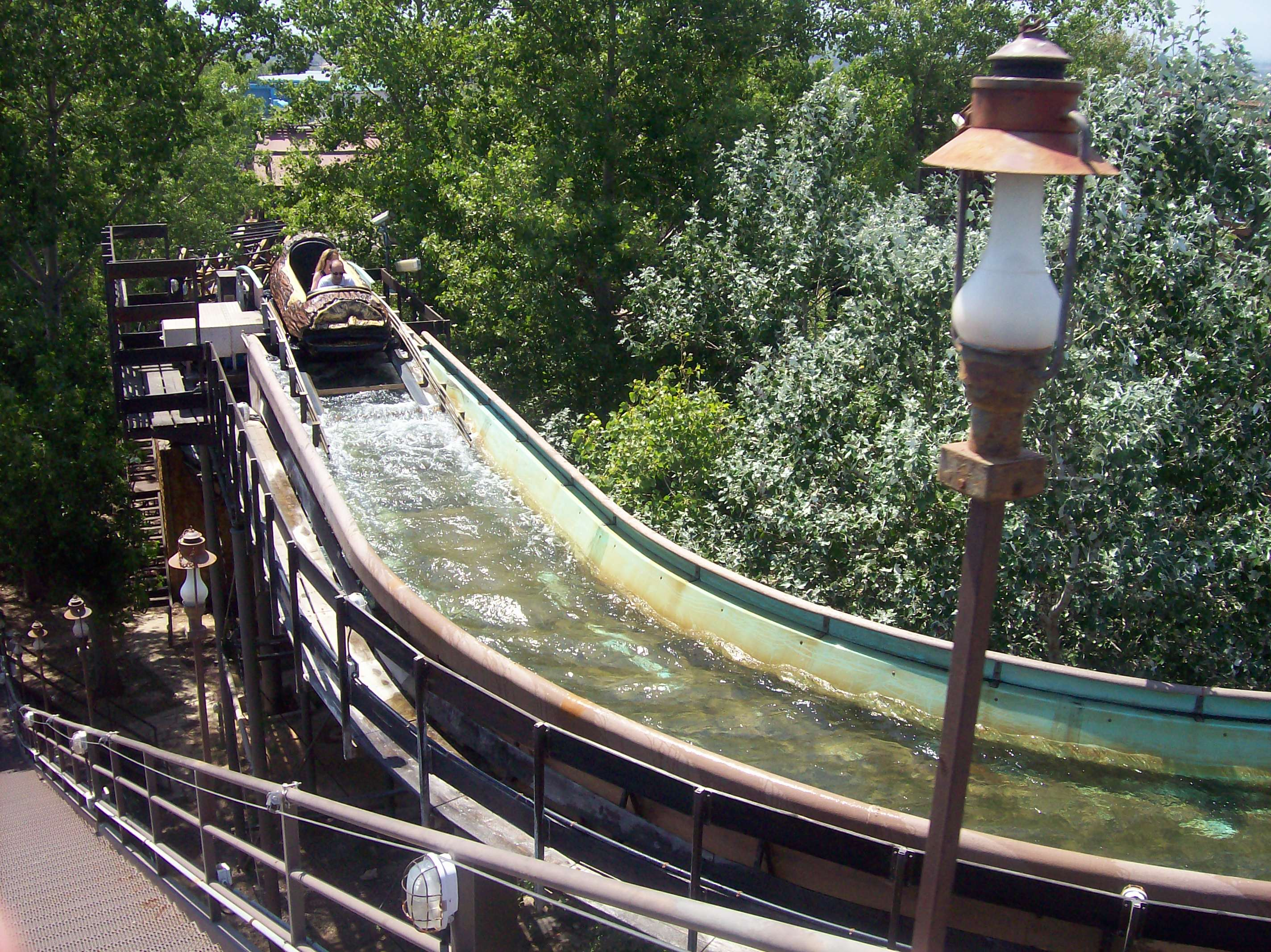
Silver River Flume à Port Aventura
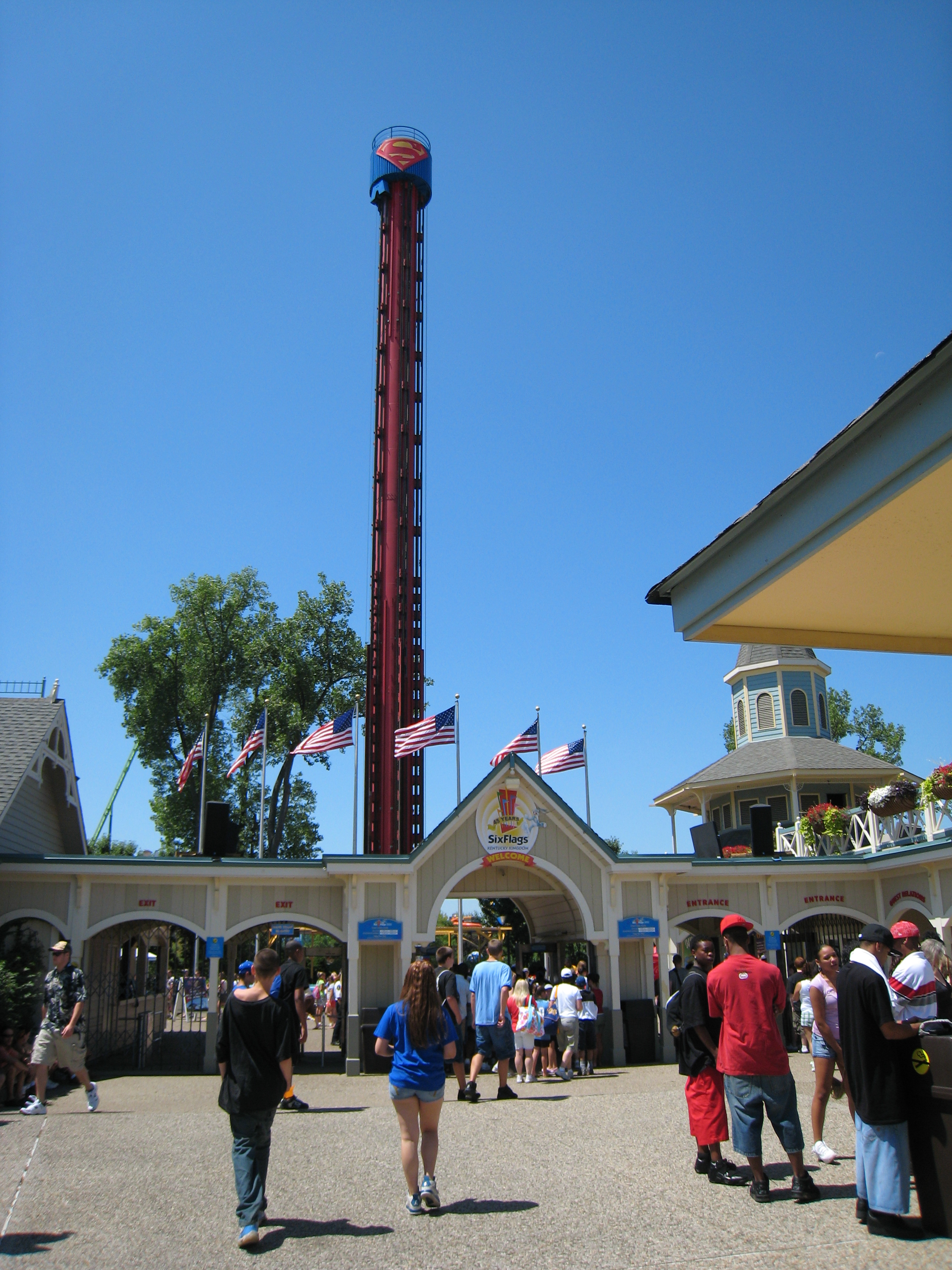
Superman: Tower of Power à Kentucky Kingdom
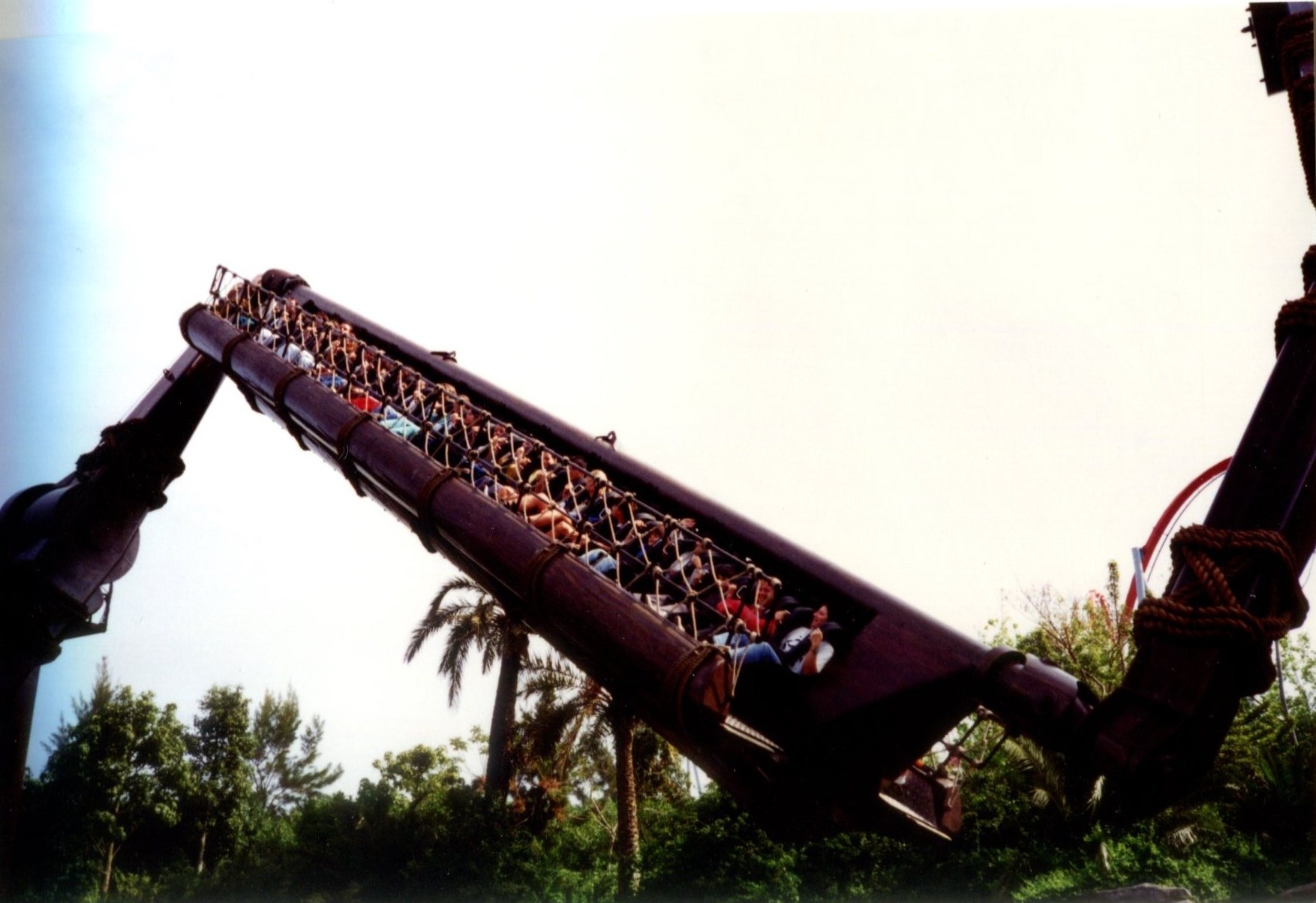
Tífon à Port Aventura
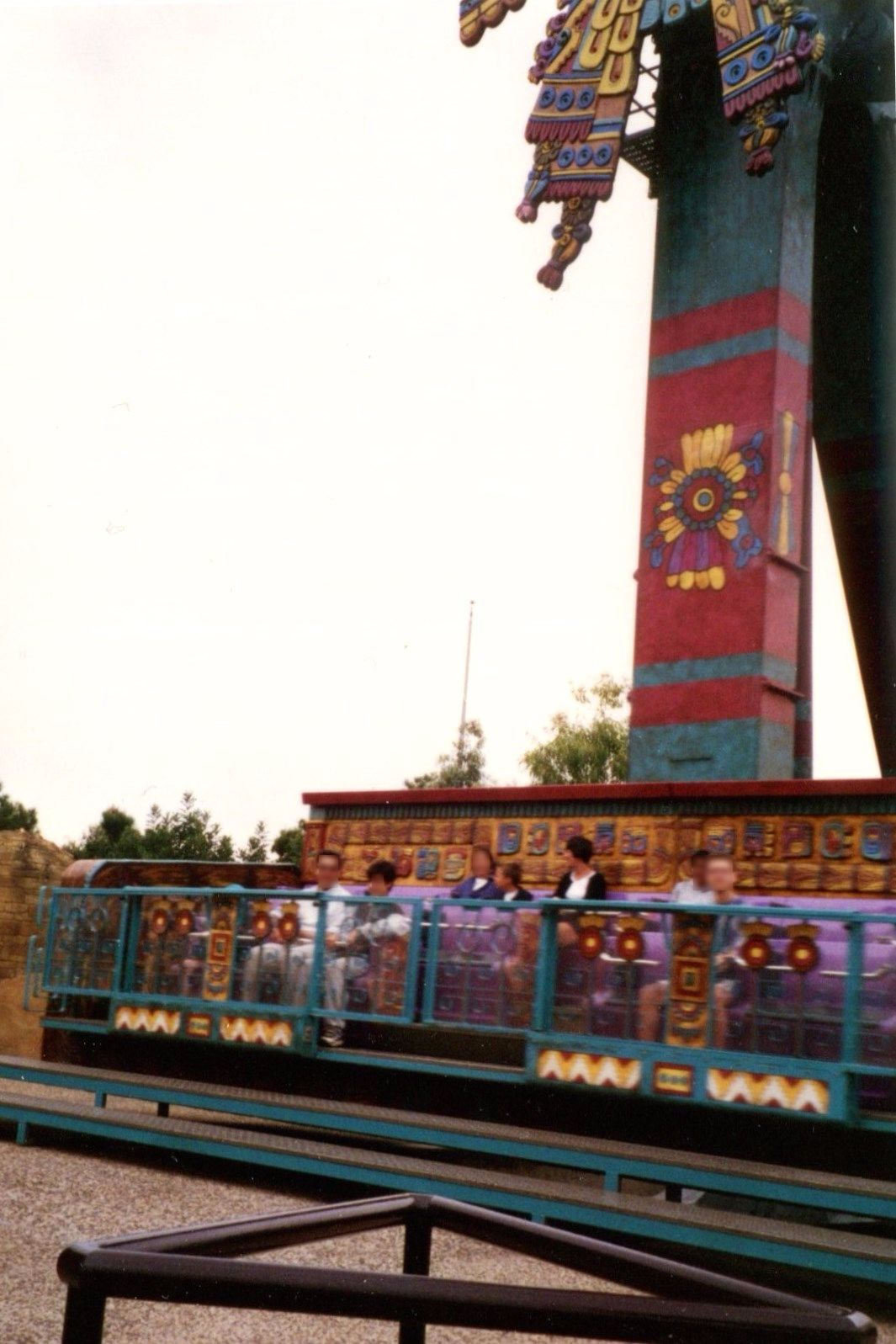
Trono de Pacal à Port Aventura
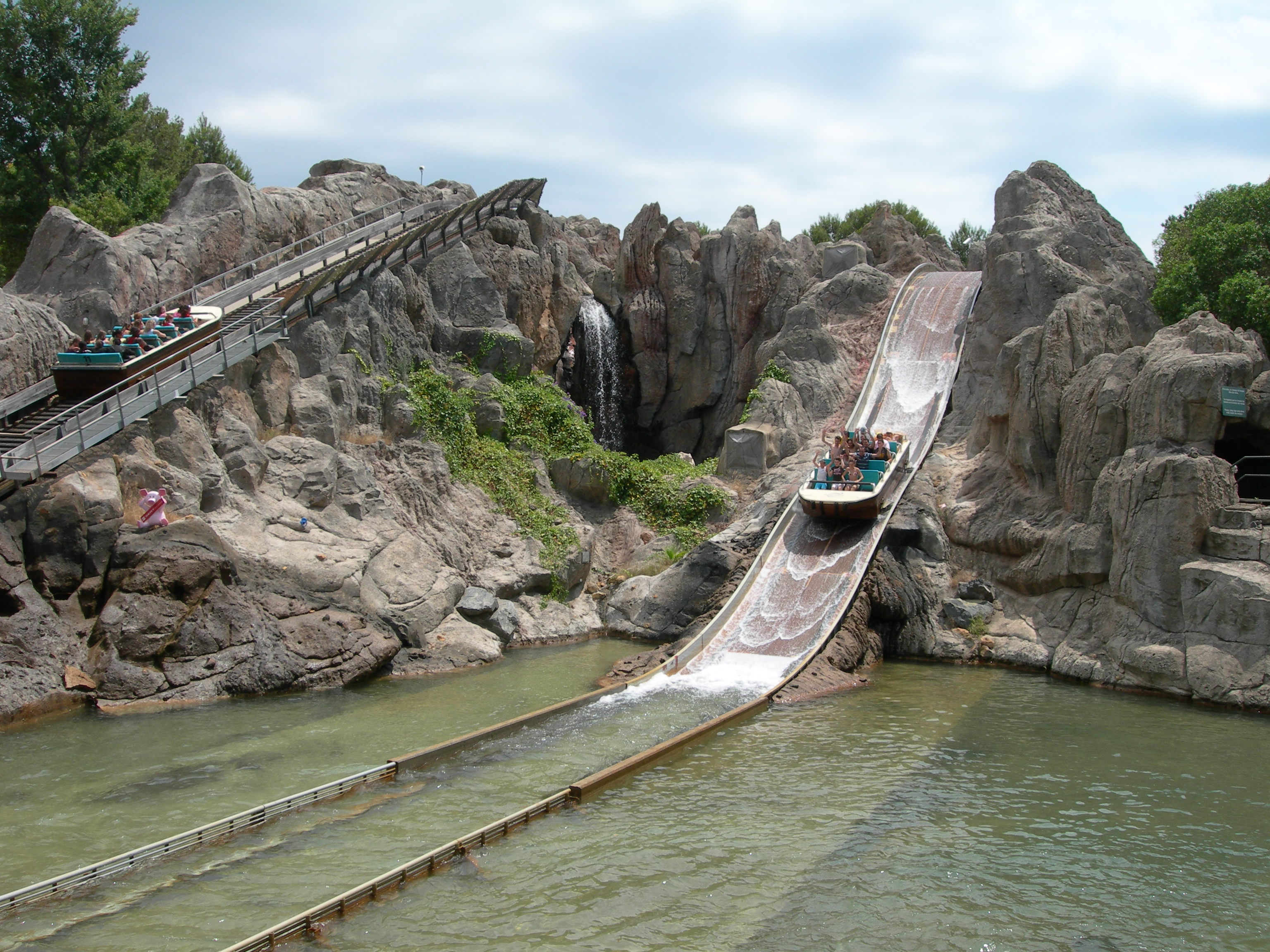
Tutuki Splash à Port Aventura
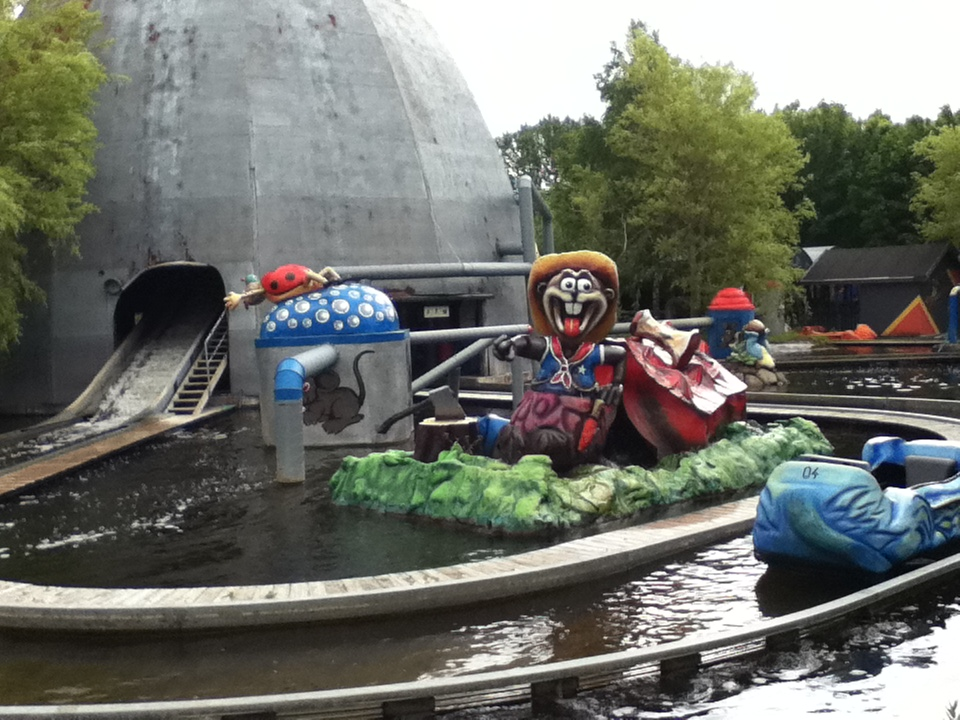
Vandrotten à BonbonLand